# アメリカ合衆国民主党の歴史

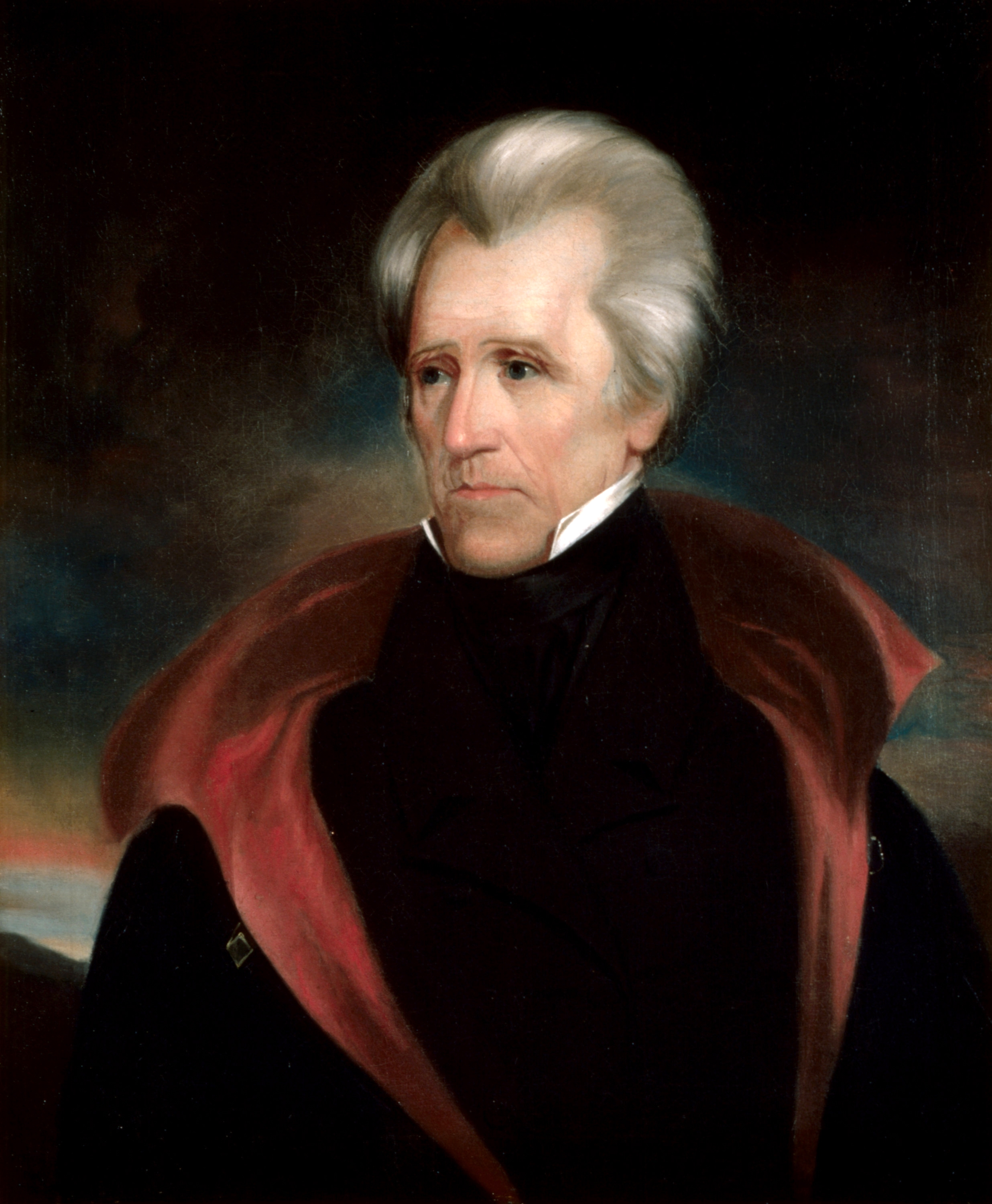
1829年から1837年にかけて在任した、民主党初の大統領であるアンドリュー・ジャクソン。

アメリカ合衆国民主党の歴史では、アメリカ合衆国の民主党の歴史について述べる。民主党は、合衆国における現存最古の政党であり、また草の根運動による政党としても世界最古とされる。
民主党は民主共和党の派閥を前身として1830年代に形を成し、1832年から1850年代中盤までの第二政党制時代には、対立するホイッグ党をほぼ常に僅差で制し、アメリカ政治を主導した。農民、都市労働者、新移民を支持基盤とし、主要政策としては、マニフェスト・デスティニーを掲げて西部開拓を主張し、全ての白人間の平等を唱え、連邦銀行の設置に反対した。この時期の主要な指導者として、アンドリュー・ジャクソン、マーティン・ヴァン・ビューレン、ジェームズ・K・ポークの歴代大統領や、スティーブン・ダグラス上院議員等がいる。
奴隷制をめぐる対立が激化し、反奴隷制を掲げて共和党が結党された後、1860年から1932年にかけては共和党優位の時代となった。特に南北戦争前後の民主党は弱体化し、一時期は南部の地域政党の様相を呈した。その後、東部の企業の権益を代表する「ブルボン民主党員」が党内の主導権を握り、1884年と1892年には民主党からグローバー・クリーブランドが大統領となるが、不況の煽りもあって、再び共和党が優勢となった。民主党内ではブルボン民主党と、南部や西部の貧しい小作農家を中心とする支持者層との間で分裂が続いた。小作農民たちは銀貨鋳造自由化、すなわちインフレを掲げて勢力を増し、1896年には党を掌握して、1896年、1900年、1908年の大統領選挙でウィリアム・ジェニングス・ブライアンを候補として指名したが、すべて敗北した。1900年から1920年の進歩主義時代には、民主党でもブライアンやウッドロウ・ウィルソンが主導して進歩主義運動が盛んとなった。共和党内の分裂にも助けられて、1912年と1916年の大統領選挙ではウィルソンが当選した。結局、南北戦争から世界恐慌までの約70年間に民主党から選出された大統領はクリーブランドとウィルソンのただ2人だけだった（他にリンカーンの副大統領から昇格したアンドリュー・ジョンソンも民主党）。同時期の議会では、大統領選に比べると共和党と競ることが多く、36回の議会選挙のうち、下院では15回で多数派を形成した（または、アメリカ合衆国第65議会等、少なくとも進歩党と院内会派を形成して多数派を構成した）。ただし、上院で多数派を形成したのは5回に過ぎなかった。
1929年の世界恐慌により状況は激変し、1932年のフランクリン・D・ルーズベルトの大統領就任によって、アメリカ政治は第五政党制と呼ばれる時代に入り、経済規制に政策を転換した民主党が優位となった。民主党はリベラル勢力によるニューディール連合を形成し、この時代に民主党がホワイトハウスを明け渡したのは、第二次世界大戦の英雄として絶大な人気のあったドワイト・D・アイゼンハワー（1952年と1956年）に敗れたときだけだった。ルーズベルト以降のこの時期の主要な政治指導者として、ハリー・トルーマン、ジョン・F・ケネディ、リンドン・B・ジョンソンの各大統領があげられ、いずれも国内政策では経済規制や社会保障、公民権運動に重きを置き、一定の成果をあげたが、主に公民権運動推進が引き金となって、旧来の地盤であった南部保守層やカトリック層は民主党から離れていった。
1960年代半ば以降は、公民権運動の高まりやベトナム戦争の泥沼化を受けて民主党内は混乱し、共和党優位の時代に移った。議会では1994年まで民主党が下院をほとんど支配し、上院もたびたび掌握したが、大統領選挙では、ウォーターゲート事件の影響で1976年にジミー・カーターが当選した以外は、共和党政権が続き、特に1980年代はレーガン人気に苦しめられ、中道化への道を模索することになった。
1990年代に入ると、民主党と共和党の勢力は議会でも大統領選でも拮抗し、今日に至っている。この間、民主党からはビル・クリントン（1992年と1996年）、バラク・オバマ（2008年と2012年）、ジョー・バイデン（2020年）が大統領に選出された。

## 成立から南北戦争前夜まで
現在の民主党は、1830年代、民主共和党の派閥を前身として成立した。
1812年から14年の米英戦争終結後、アメリカ政治は、ナショナリズムの高まりとともに政党対立のほとんどない「好感情の時代」に入った。親英的な連邦党は1820年頃までに事実上消滅し、民主共和党一党体制となったが、その民主共和党も次第に内部分裂に陥る。1824年の大統領選挙では、元連邦党員のジョン・クィンシー・アダムズや米英戦争の英雄アンドリュー・ジャクソン等、民主共和党から4人が立候補したものの、いずれも過半数を獲得できず、下院での選挙に持ち込まれた。選挙人選挙での得票が最も少なかったヘンリー・クレイがアダムズ支持にまわり、その結果、一般選挙および選挙人選挙で最も多く票を獲得していたジャクソンではなく、アダムズが第6代大統領に選出された。選挙後、アダムズ支持者はアダムズ派（または反ジャクソン派）を形成し、派閥対立は深刻化したが、明確な党名を掲げるのではなく、領袖を核にゆるく組織された派閥が乱立する状況が続いた。アダムズやクレイ等が工業化や公共事業を主張したのに対し、ジャクソン派はこういった近代化に反対していた。
1828年の大統領選挙では、アダムズとジャクソンが再び相まみえた。この時の選挙では、ジャクソンは副大統領ジョン・カルフーンと連携し、またマーティン・ヴァン・ビューレンの主導で積極的に各州に強い政治組織を形成して圧勝した。アダムズ派は敗北後、求心力を失ったが、ジャクソンに反対する勢力はクレイを中心に党派を形成し、1830年から国民共和党と名乗るようになった。一方、ジャクソン派も同年より「民主党」を名称とするようになった。

### 1830年代：ジャクソン流民主主義
1830年代初頭から1850年代にかけて、民主党はジャクソン流民主主義の精神で勢いづいた。1832年の大統領選挙では、国民共和党のクレイ等が出馬したものの、大差でジャクソンに敗れた。選挙後、反ジャクソン派はホイッグ党を結党し、民主党と対立した。この時期の政治体制を第二政党制と呼び、民主・ホイッグ両党は競って各地に草の根組織を創設し、急成長する大都市にポリティカル・マシーン（集票組織）を置き、有権者数の拡大に努めた。いずれも運動資金は主に、マシーンや全国紙などの有力者からの支援に頼っていた。
この時期のアメリカでは、銀行整備と関税が主要な国内政治課題だった。民主党はエリートや貴族、合衆国銀行に反対し、産業化・近代化を掲げるホイッグ党の政策に対して、ヨーマンや零細農家を犠牲にするものだと批判した。また、新規農地獲得を主張し、東部諸州のインディアンを排斥した。民主党の支持基盤は主に農家、都市部の労働者と、アイルランド系カトリック教徒だった。特に、1830年代、急進的民主主義を唱えるニューヨーク市のロコフォコ派は、独占に反対し、兌換制度と自由貿易を提案していた。ロコフォコ派の有力な代弁者としてウィリアム・レゲットがいる。この頃には労働組合はほとんどなかったが、その一部は民主党と緩い関係を築いていた。
民主党はニューイングランドでは弱かったが、その他の地域では強く、ニューヨーク州、ペンシルベニア州、バージニア州（以上は、当時、他州に比べて遥かに人口が多かった）およびフロンティアで強かったおかげで、この時期のほとんどの国政選挙で勝利した。

### 1840・50年代：農本主義と領土拡大
1836年の大統領選挙ではジャクソンの副大統領だったマーティン・ヴァン・ビューレンが民主党の候補として指名され、勝利した。しかし、1837年恐慌の影響を受け、1840年の大統領選挙ではホイッグ党のウィリアム・ヘンリー・ハリソンとジョン・タイラー正副大統領候補に敗れた。1844年の大統領選挙では、ジェームズ・K・ポークを擁立した民主党が再び勝利した。
1840年代、政治の焦点は領土拡大であった。民主党員のほとんどは、「マニフェスト・デスティニー」を標語に領土拡大を強く主張し、メキシコ（テキサス併合をめぐって対立）やイギリス（オレゴン・カントリーをめぐって対立）との戦争のリスクを冒してでも、西部へ積極的に拡張すべきと主張した。アメリカ史家ダニエル・ウォーカー・ハウの言葉を借りれば、「それでもなお、アメリカ帝国主義はアメリカ人の総意ではなく、国内政界には鋭く異議を唱える者もいた」。すなわち、民主党員の大半がマニフェスト・デスティニーを強く支持したのに対し、ホイッグ党員の大半は強く反対したのである。
1846年、ポークの指揮下、米墨戦争が勃発した。上院議員エイブラハム・リンカーン等、ホイッグ党員の大半はこの戦争に強く反対したが、結果として、アメリカは現在の南西部の大部分を獲得することになった。
アメリカ史家ジョン・マック・ファラガーは、この時代の両党間の政治的対立について、次のように分析している。
ほとんどの民主党員は領土拡張を心から支持したのに対し、多くのホイッグ党員（特に北部）は反対していた。ホイッグ党は産業化のもたらす変化のほとんどを歓迎してはいたが、彼らが主張していたのは、国家の強力な主導による、既存の国境内での成長と開発であった。常に論争の的であった奴隷制度の継続問題が、新規獲得領土に広がることを（正しくも）恐れていたのである。他方で、多くの民主党員はホイッグ党が歓迎する産業化そのものを恐れていた……多くの民主党員にとって、国家の社会病理を治す方法は、新しい領土を開拓して農業を展開し、産業化との均衡を図る、というトーマス・ジェファーソンの思想に従うことだった。
その他、ポークは関税を引き下げ、支金庫制度を導入した。また民主党は移民を拒絶するネイティビズムに反対した。しかし、奴隷制度をめぐっては、民主党、ホイッグ党ともに、党内で意見が分かれていた。
1848年の大統領選挙において、民主党は党大会にて全国委員会を創設し、ルイス・カスを大統領候補に指名したが、ホイッグ党のザカリー・テイラーに敗れた。敗北の主な原因は、ニューヨーク州を中心に、奴隷制度の拡大に反対する党員が離党して自由土地党を結党し、テイラーに投票したためだった。議会においては、新規領土と奴隷制を巡って激しい論争が繰り広げられた後、テイラーの急死も一因となって、1850年協定が成立した。
この後、民主党は各州でホイッグ党に小さくても確かな差を着実につけていったのに対し、ホイッグ党は奴隷制とネイティビズムを巡る分裂により弱体化し、ついに1852年、崩壊した。反対勢力が分散したことが助けとなり、民主党は1852年（フランクリン・ピアース）と1856年（ジェームズ・ブキャナン）の大統領選挙において、連続して勝利を収めた。

### ヤング・アメリカの近代化支持
アメリカ史家ヨナタン・アイアルによれば、1840年代・50年代は、「ヤング・アメリカ」と呼ばれる若い民主党員による新しい派閥の全盛期だった。
この派閥を主導したのは、スティーブン・A・ダグラス、ジェームズ・K・ポーク、フランクリン・ピアース、及びニューヨークの資本家オーガスト・ベルモントで、民主党の伝統的な考え方であった農本主義や厳格解釈主義と決別し、商業、科学技術、規制、改革および国際主義を支持した。経済政策では、鉄道、運河、電報、高速道路、港湾など近代的なインフラストラクチャーを整備する必要性を感じていた。彼らは「市場革命」を支持し、資本主義を奨励した。議会に対して、州に土地を与えることを要求し、その結果、民主党は国内環境の改善は連邦政府よりも州政府の責任であると主張することが可能となった。
ヤング・アメリカの主張によれば、近代化によってヨーマン農家たちは農産物を売って成功できるのであり、したがって近代化はジェファーソン流民主主義の農本主義を不滅のものにするとされた。ヤング・アメリカは国内環境の改善と自由貿易を結びつける一方で、政府の財源を確保するため、一定の関税を設けることを受け入れた。独立国庫（第二合衆国銀行の代替案としてジャクソン派が提案）を支持したが、それは、それまでのように、ホイッグ党の金持ちエリートの特権を無効にする組織としてではなく、アメリカ全土にくまなく繁栄をもたらす方策としてであった。
この動きは、ウィリアム・カレン・ブライアント、ジョージ・バンクロフト、ハーマン・メルヴィル、ナサニエル・ホーソンなどの著名な作家たちを惹きつけた。彼らはヨーロッパ基準のハイカルチャーからの独立を模索し、アメリカ独自の文学伝統の素晴らしさや卓越性を示すことを望んでいた。

## 南北戦争と戦後の再建期

### 1850年代後半：体制崩壊と共和党の結党
1854年、強い抵抗があったにもかかわらず、ヤング・アメリカの幹部でイリノイ州選出のスティーブン・ダグラス上院議員は、カンザス・ネブラスカ法を強引に成立させた。この法律はカンザス準州とネブラスカ準州の設置を決めるものであったが、これらの準州で奴隷制を認めるかどうかをめぐって激しい対立が生まれた。結局、これらの準州が州に昇格する際に奴隷州とするか自由州とするかを住民の投票によって決定することとなり、これにより、法律の主目的ではなかったものの、住民が「住民主権」により奴隷制度を認めるか否かを決める制度が設立されることになった。
ジェームズ・ブキャナンは南北の融和を図って連邦奴隷法を通過させようとしたが、そのためにかえって民主党は分裂した。北部の民主党員の多くは、「住民主権」を唱え、奴隷を巡る連邦法は民主的でないとするスティーブン・ダグラスの側につき、ブキャナン等は北部出身であるにもかかわらず南部寄りだとして「ドーフェイス」（小麦粉をこねて作った顔のように、簡単に反対勢力になびく人を指す侮蔑語）と呼ばれた。
奴隷問題を背景に大きな政界再編が起き、カンザス・ネブラスカ法の廃止と奴隷制反対を掲げて共和党が結党され、ホイッグ党は事実上、これに吸収された。民主党自体は生き残ったが、北部では多くの党員（及び1948年以降自由土地党に入党していた人々）が共和党に入党した。共和党は北部で民主党を圧倒し、1860年までに北部のほぼ全州を掌握して、選挙人団の多数を固めた。共和党は、ピアースやブキャナンなどのドーフェイスを含む北部の民主党員も、スティーブン・ダグラスやルイス・カスのような住民主権を主張する者たちも、皆すべて奴隷権力の共犯者だと批判した。そして、連邦政府は奴隷所有者に掌握されており、自由の進展を阻害していると主張した。
1860年の大統領選挙では共和党のエイブラハム・リンカーンが選出され、事前の危惧通り、内戦へと突入していくことになる。一方の民主党は、ブキャナン大統領の後継者選びで南北に分裂し、それぞれに候補者を指名する事態となり、結果として共和党の優勢に加担した。1860年4月、チャールストンの大学の講堂で行われた1860年民主党全国大会において、奴隷制を強く支持し、南部諸州の独立を唱える急進的なファイア・イーターに従う形で、南部民主党員の一部は退席した。その後6月にボルティモアで行われた大会でも、準州の住民が投票で否決したとしても準州で奴隷制を認めることを支持する決議案が否決されると、再びファイア・イーターに導かれて退席者が出た。北部の民主党員はイリノイ州選出のスティーブン・A・ダグラス上院議員を大統領候補に、ハーシェル・J・ジョンソン元ジョージア州知事を副大統領候補として指名した。それに対し、南部の民主党員は、奴隷制度を支持するケンタッキー州選出で現職副大統領のジョン・C・ブレッキンリッジを大統領候補として、元オレゴン州知事のジョセフ・レーンを副大統領候補として指名した。また、南部民主党員の一部は立憲連合党に入党し、その正副大統領候補であるテネシー州出身のジョン・ベル下院議長兼陸軍長官とマサチューセッツ州出身のエドワード・エヴァレット（いずれも旧ホイッグ党の有力指導者であった）を支持した。このような民主党の分裂は共和党の勝利を招き、エイブラハム・リンカーンが第16代合衆国大統領に選ばれた。ダグラスは全国を回って選挙運動を行い、一般投票の得票数では第2位につけたが、選挙人を獲得できたのはミズーリ州とニュージャージー州の2州のみだった。ブレッキンリッジは11の奴隷州を獲得し、選挙人選挙では2位だったが、一般投票の得票数では3位だった。

### 南北戦争
大統領選挙後、南部の奴隷州の一部は次々に合衆国から脱退し、アメリカ連合国を結成した。1861年3月のリンカーンの大統領就任直後、連合国のサムター要塞への攻撃によって、南北戦争が始まった。サムター要塞の戦いのあと、ダグラスは北部民主党員の合衆国のもとへの結集を図ったが、党内はリンカーン大統領の軍事政策を支持するウォー・デモクラットと、強く反対するカッパーヘッド（マムシ）と呼ばれる2つの派閥に分かれた。民主党内の派閥対立は、結果として背後に共和党の強力な団結を誇るリンカーン政権の安定を招いた。61年6月のダグラスの死後は、北部民主党には主導できる人材がいなくなり、反戦を唱えるカッパーヘッドが党内の主流となっていった。
一方、分離独立を宣言した南部の連合国では、戦前の政治の混乱を念頭に、また団結を強める必要性から、政党は安定的統治の障害であり、戦時には特に不要であるとみなされ、南北戦争の間、政党政治は認められなかった。
その結果、連合国内には政党は事実上存在せず、少なくともアメリカの一般的な政党にあたるような広範な政治組織は存在しなかった。
民主党は1862年アメリカ合衆国下院選挙では健闘した。しかし、1864年の大統領選挙では、和平を公約に掲げるウォー・デモクラットのジョージ・マクレランを候補に指名したものの、多くのウォー・デモクラットが自党候補を拒否して国民統一党の候補であるエイブラハム・リンカーンに投票したため惨敗した。

### レコンストラクションと南部の地域政党化
南北戦争が終結し、レコンストラクション（再建）の時代に入ると、旧連合国諸州の合衆国復帰や、奴隷制廃止後の諸問題の解決をめぐり、共和党内部にリンカーン等穏健派と急進派の分裂が生じた。共和党急進派は1866年アメリカ合衆国下院選挙で議会の3分の2を占める勝利を挙げて、国内問題を処理するための権力を手に入れ、南部を軍事的に占領して黒人に投票権を与える等の急進的政策を実行した。民主党議員は共和党急進派の再建政策に全力で反対したが、無駄であった。南部では急進派共和党と奴隷制維持を目指す保守派が暴力的な衝突を繰り広げ、民主党は急進的な再建政策への不満から共和党に反発する保守的白人（リディーマー、贖う人の意）からの支持を集めた。
一方、この時代は金ぴか時代とも呼ばれ、資本主義が急速に発達したが、その反動で金権政治も蔓延し、汚職事件が多発した。汚職や白人至上主義といった旧来の問題こそが足かせとなっていることを認識した民主党は、「新たな出発」を掲げてこれらの問題を持ち出し、南北戦争の際の対応への批判から議論の焦点を外そうと試みた。しかしながら、1868年と1872年の大統領選挙では、戦争の英雄であるユリシーズ・S・グラントが率いる共和党に惨敗した。この頃から、民主党内では東部の企業の権益を重視し、自由放任主義的民主主義を掲げる「ブルボン民主党員」が党内の主導権を握るようになっていった。彼らは連邦銀行や鉄道建設を支持し、金本位制を主張して金銀複本位制に反対した。公務員制度改革運動を強く支持し、都市の首長の腐敗を非難した。また、アメリカの帝国主義的な対外膨張政策に反対し、後にはハワイ併合に反対した。
政治の腐敗に加え、1873年恐慌の影響を受け、1874年アメリカ合衆国下院選挙では民主党が圧勝し、下院の主導権を取り戻した。更に、1876年の大統領選挙では、ブルボン民主党員でニューヨーク州知事のサミュエル・ティルデンを候補に擁立し、汚職にまみれた共和党政権を激しく批判し、善戦した。選挙は史上稀に見る接戦となった上、南部の3州からは共和党派と民主党派の2組の選挙人団が送られるという異常事態になった。特別に選挙委員会が置かれて対応が図られた後、民主党は、南部からの連邦軍完全撤退を条件に、これらの州での共和党候補ラザフォード・ヘイズの当選を受け入れ、ヘイズの大統領当選が確定した（1877年妥協）。これにより、民主党は旧連合国諸州を管理下に置き、以後、この地域は「ソリッド・サウス」と呼ばれ、事実上、民主党の一党独裁地域として1960年まであり続けた。地域選挙では民主党候補以外は存在しないに等しく、大統領選挙においても、この地域は（1928年を除き）民主党候補が獲得した。1880年から1900年にかけて、南部では黒人の公民権剥奪が行われ、有色人種を隔離差別する法が成立した。

### 宗教・文化対立：敬虔派の共和党と典礼派の民主党
当時、宗教的対立は深刻であった。メソジスト、会衆派教会、長老派教会、スカンジナビア系ルーテル教会、および北部の敬虔主義者たちは共和党と緊密に結びついていた。対照的に、典礼派、特にカトリック、米国聖公会とドイツ系ルーテル教会は民主党を支持し、敬虔派の道徳主義、特に禁酒法からの保護を求めていた。階級構造については、両党ともに階層を越えて支持を集めてはいたが、民主党は低所得者層からより多くの支持を集めたのに対し、共和党は上流階級からより多くの支持を得ていた。
有権者内の深刻な宗教的対立のために、文化的な問題、特に禁酒法と外国語学校の問題が、激しい論争の争点となった。北部では有権者の約半数が敬虔派プロテスタント（メソジスト、スカンジナビア系ルーテル教会、長老派教会、会衆派教会、ディサイプル教会）であり、政府は飲酒のような社会的罪をなくすためにあるべきだと考えていた。一方、典礼派の教会（ローマ・カトリック、ドイツルーテル教会、米国聖公会）は有権者の4分の1以上を構成し、政府は道徳問題に介入すべきでないと考えていた。19世紀末から20世紀初頭にかけて、禁酒に関する政治的論争は過熱し、禁酒法に反対する「ウェット」な民主党と賛成する「ドライ」な共和党との間における主な論点となった。ほとんどの州において国民投票が行われ、ついに1918年には国による規制法が成立した（1932年に廃止）。

## 共和党優位時代の民主党

### ブルボン民主党と1893年恐慌

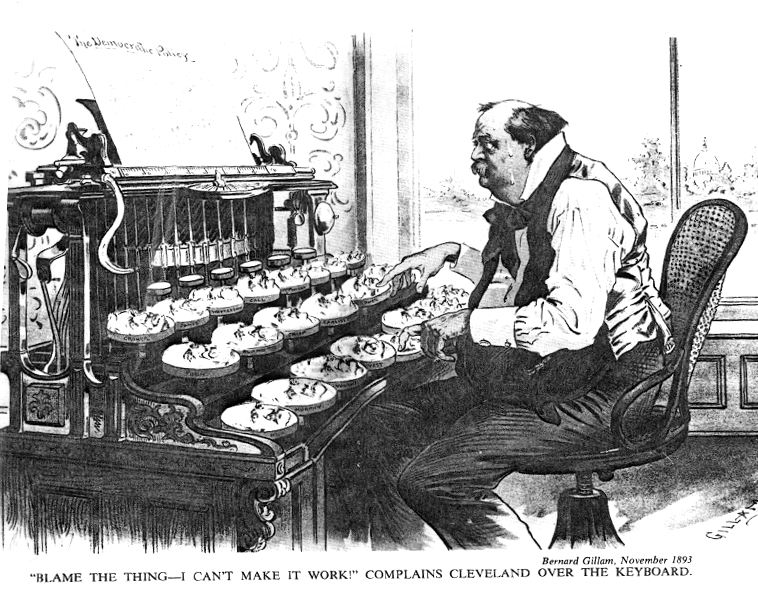
この風刺漫画は1893年にバーナード・ギラムが雑誌「パック」に寄せたもので、当時、登場したばかりのタイプライターを題材に、いくらクリーブランドが頑張っても「キー」（民主党幹部）が反応しないために「マシーン」（政治組織）を動かせない様を風刺している。

共和党は1884年までホワイトハウスを手中にし続けたが、民主党は、特に大西洋岸中部と中西部では、手強い相手であり続け、この間のほとんどにおいて下院を掌握し続けた。1884年の大統領選挙においては、遂に民主党改革派（ブルボン民主党員）のニューヨーク州知事グロバー・クリーブランドが勝利した。クリーブランドは1888年の大統領選挙では敗北したが、1892年の大統領選挙で再選を果たした。ところが、1893年恐慌が起きると、政権の座にいたブルボン民主党員に批判が集中した。党内での激しい抗争が起こり、1894年の議会選挙直前に、クリーヴランド大統領は顧問から「人民は民主党には立法能力がないと感じ、あらゆる分野で民主党政権に不満を抱いている。経済的繁栄が戻って人々の不満が収まらない限り、民主党の暗黒の日々は近いだろう」という警告を受けた。警告は的中し、共和党は歴史的な地滑り的勝利を飾り、下院を完全に支配下に置いた。民主党はブルボン民主党員、重農主義民主党員双方とも破滅的な敗北を喫した。1891年結党の人民党もほとんど支持を集められなかった。

### 1890年代後半：銀貨鋳造自由化運動

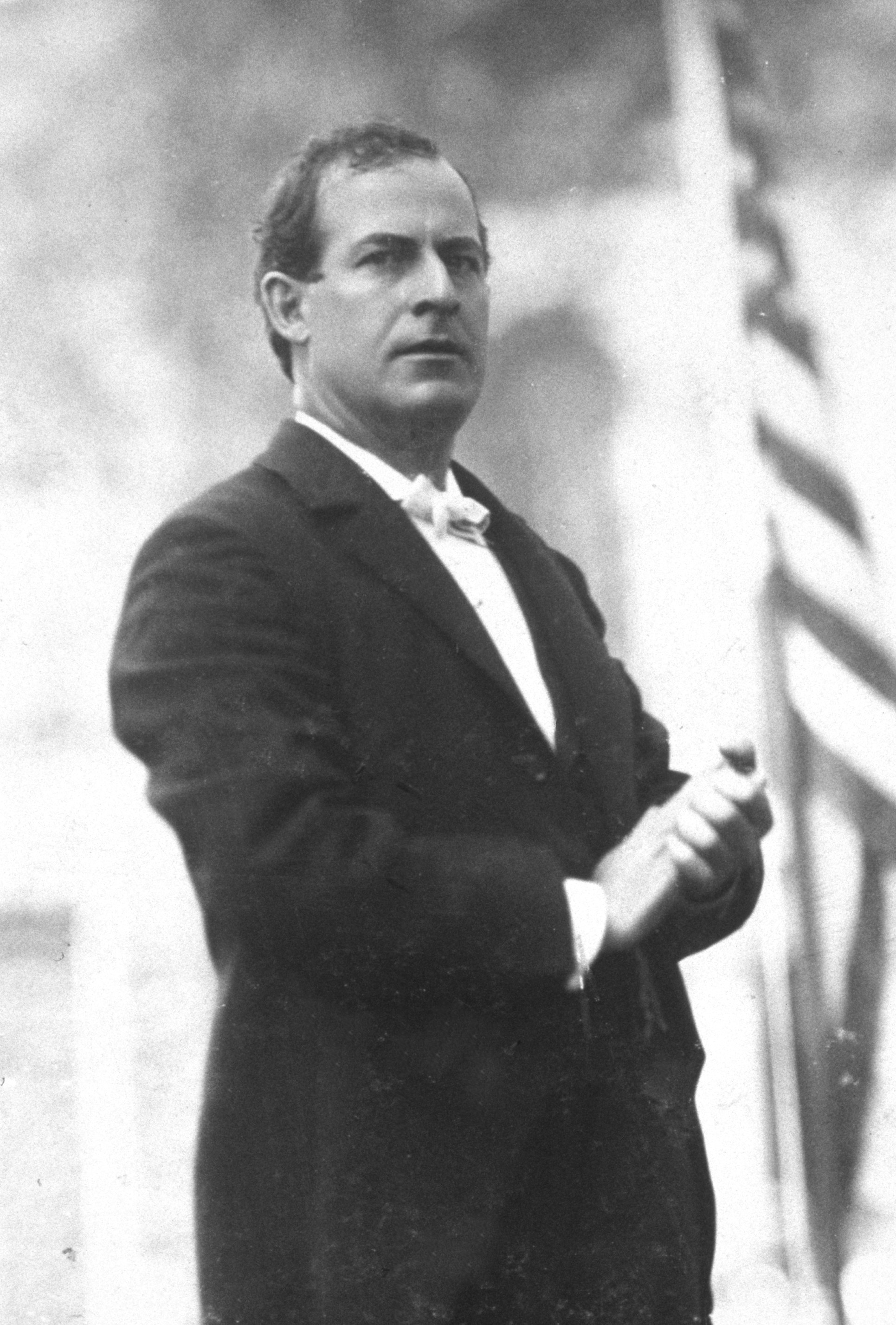
1896年10月に、ウィリアム・ジェニングス・ブライアンは36歳という史上最年少の大統領候補となった。

1896年の大統領選挙に向け、民主党内では銀貨鋳造自由化と重農主義を唱える反クリーブランド派が各州で主導権争いに勝ち、イリノイ州とミシガン州は完全に掌握、オハイオ州、インディアナ州、アイオワ州などでは多数派の地位を獲得した。クリーブランド派はわずかにウィスコンシンとマサチューセッツの2州を確保しただけだった。反クリーブランド派は民主党全国大会で3分の2近くの票を獲得し、独自の候補を指名することを可能にした。しかしながら、彼らは団結しておらず、また主導者であったイリノイ州知事のジョン・ピーター・オルトゲルドは、ドイツ生まれのため、大統領候補にはなれず、国政に出馬できる指導者が不在だった。
民主党は結局、人民党の候補で、銀貨鋳造自由化を公約とする雄弁家ウィリアム・ジェニングス・ブライアンを指名した。これは銀貨を鋳造すれば、市場に大量の貨幣が流入し、不況を終わらせられるという発想であった。ブライアンは金本位制支持者に対抗して新しい方式の大規模キャンペーンを展開し、いわゆる「金の十字架演説」により各地で一夜にして旋風を巻き起こした。中西部と東部を特別列車で縦横に移動しながら、500回以上にわたり、数百万人に向けて演説を行ったのである（ブライアンは1860年以降、地方遊説を行った最初の候補であった）。セントルイス市では、労働者層を主な聴衆に、1日に36回の演説を市内各地で行った。民主党系新聞の大半はブライアンに敵対的であったが、ブライアンは連日、東部の富裕層にとって衝撃的な方策を繰り出し、新たなニュースを生み出すことでメディアを支配した。南部と中西部の農民は、ブライアンの演説にかつてないほど熱狂した。他方、ドイツ系やアイルランド系等の少数派民族出身の民主党員はブライアンを警戒し、恐怖を感じた。中産階級の会社員、新聞編集者、工場労働者、鉄道労働者、豪農たちも一般的にブライアンのキャンペーンを拒否した。ウッドロウ・ウィルソンやフレデリック・ジャクソン・ターナー等、金本位制を支持するブルボン民主党員は、共和党候補への投票は選択せず、国民民主党（金民主党）を結党した。
共和党の大統領候補ウィリアム・マッキンリーは金本位制に基づいて繁栄を取り戻し、産業と鉄道と銀行を支えることを約束し、すべての集団に利益をもたらす多元主義を提唱した。ブライアンは選挙でマッキンリーに大敗したが、民主党の多数派の心をつかみ、1900年と1908年の大統領選挙でも候補として指名された。1924年になってもブライアン人気は根強く、ウィリアムの弟チャールズ・W・ブライアンが民主党大統領候補として指名された。

### 20世紀初頭の進歩主義時代：ブライアンとウィルソン
1896年の大統領選挙における共和党の勝利は「進歩主義時代」の始まりを告げ、1932年まで共和党の優位が続くことになる。この間、共和党は北東部と中西部のほとんどと西部の半分を支配した。
1900年の民主党全国大会では、南部と平野部を地盤とするブライアンが依然として強い人気を誇り、大統領候補の指名を受けたが、再びマッキンリーに負けた（1900年アメリカ合衆国大統領選挙）。1904年の民主党大会ではブライアンに反対する保守派が主導権を握り、アルトン・パーカーを候補者に指名したが、共和党の現職大統領セオドア・ルーズベルト（1901年のマッキンリー死去に伴い昇格）の前に大敗した（1904年アメリカ合衆国大統領選挙）。20世紀初頭のこの時期、政治はルーズベルトの支配下にあり、民主党はトラストを取り締まるという公約をルーズベルトに「横取り」されるという歯がゆい思いをした。ブライアンは銀貨自由鋳造政策や反帝国主義的言辞を捨て、所得税課税や反トラスト、上院議員の直接選挙等、主流派進歩主義の主張を支持し、1908年の党大会で再び大統領候補指名を獲得したが、選挙ではウィリアム・タフトの前に敗れた。
関税をめぐる共和党内部の深刻な対立により優位に立った民主党は、1910年の下院選挙で勝利し、1912年と1916年の大統領選挙でも民主党候補の知識人改革者ウッドロウ・ウィルソンが勝利した。ブライアンもウィルソンの支持に回り、ウィルソン政権の国務長官に指名されたが、1916年、ウィルソンの反平和主義的政策に反対し、辞職した。
ウィルソンは進歩的な法案を次々に成立させ、関税引き下げや、より強化された反トラスト法、新しい農業計画、鉄道労働者の賃金引き上げ、児童労働の非合法化（最高裁によって覆された）を実施した。他方、南部出身の閣僚が提出した連邦政府職員の人種隔離政策は甘受した。さらに二期目では、超党派による禁酒と女性参政権の付与に関する憲法の修正を成立させた。また、40年間にわたって政治課題であった関税、貨幣、および反トラストの問題を事実上、葬り去った。北部の民主党員は大半の課題において進歩的政策を支持していたが、一般的に禁酒法には反対し、女性参政権に関してはほとんど無関心で、大都市の集票組織（マシーン）においてリーダーが独裁的にものごとを決めるボスシステムの改革にも乗り気ではなかった。
ウィルソンは第一次世界大戦において米国を指揮し、国際連盟創設を含むヴェルサイユ条約の起草にも参画した。ところが、1919年、ウィルソンの政治的技量は衰えを見せ始め、途端に全てのことが裏目に出るようになった。上院はヴェルサイユ条約の批准と国際連盟への加盟を拒否し、国内ではストライキや暴動が荒れ狂って社会不安が生じ、ついにウィルソン本人も脳梗塞に倒れた。
党内では、文化的問題、特に禁酒法をめぐって深い分断が生まれ、1920年、1924年、1928年と、大統領選挙において民主党は共和党の圧勝を許し続けた。1920年の大統領選挙では、民主党はジェイムズ・コックスを候補に指名したが、これまで党を支えてきたアイルランド系カトリック党員の反対と、ドイツ系党員の棄権により、都市部を中心に、共和党のウォレン・ハーディングに大敗した。1922年の議会選挙ではある程度党勢を回復したが、1920年代を通じて、連邦議会ではかろうじて議席を保つ程度であり、北部のほとんどの州でも弱体化した。1924年民主党全国大会では、ウィリアム・ギブス・マカドゥーが選挙戦を優位に進めていたが、これに揺さぶりをかけようと、アル・スミスとオスカー・W・アンダーウッドの主導する勢力により、クー・クラックス・クランを非難する決議が提案された。長い議論の後、決議はわずか1票差で否決された。KKK自体は直後に消滅していったが、党内の対立は残った。アル・スミスは1928年の大統領選挙の候補者となり、自らの出身母体であるカトリックの強固な基盤をもとに都市部で善戦した。そして、同年、フランクリン・D・ルーズベルトがニューヨーク州知事に選出され、中央政界に新しい指導者が登場した。

## 1930年代：ルーズベルトのニューディール政策と民主党の転換

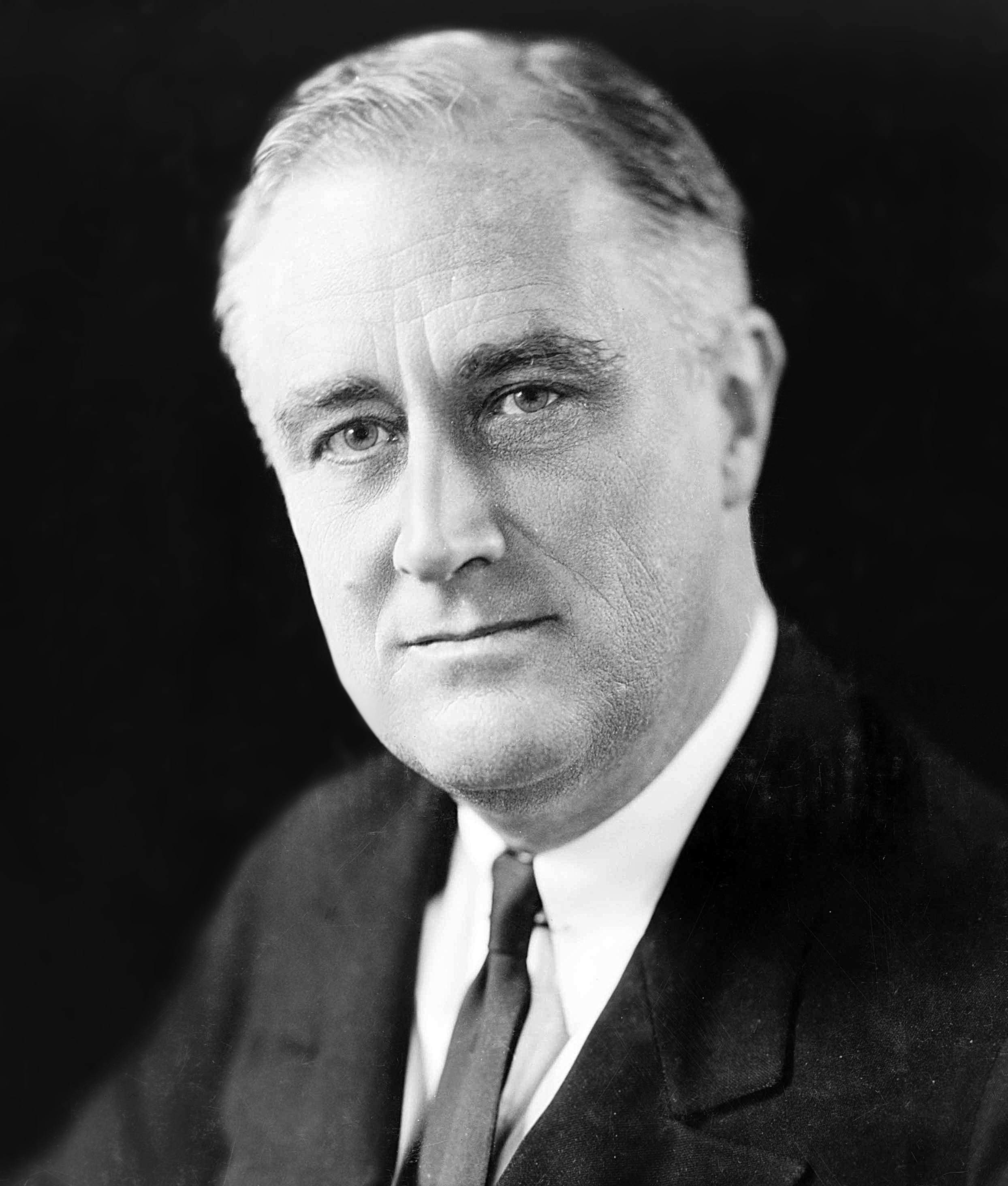
フランクリン・ルーズベルトは大統領に最も長い期間在任した(1933年–1945年)。

1929年の株の大暴落とそれに続く世界恐慌はより革新的な政府への道を開き、1932年の大統領選挙では、「救済、復活、改革」（"Relief, Recovery, and Reform"）を掲げたフランクリン・ルーズベルトが地滑り的勝利を収めた。ルーズベルトは、それまでの民主党の風土であった自由放任主義的資本主義から距離をとり、経済規制と社会保障に重きを置いた。世界恐慌によって失業した労働者と困窮した農村を救済し、経済を平時状態に復活させ、長期的な構造改革により不景気の再来を防ぐことを主張した彼の政策は、ルーズベルトの候補指名受諾演説中の表現をとって「ニューディール政策」と呼ばれることになった。
歴史家たちによって後に「第一次ニューディール政策」と呼ばれることになる1933年の計画は、社会の幅広い賛同を得ていた。ルーズベルトは企業と労働者、農家と消費者、都市と地方の双方に救済の手をさしのべようとした。しかしながら、翌年にはルーズベルトの政策はより対立をはらむものへと方向性を変えていった。1934年、州知事選挙と議会選挙でも圧勝すると、ルーズベルトは「第二次ニューディール政策」と呼ばれることとなる野心的な法案の成立に着手した。その特徴は、労働組合の結成、公共事業促進局（WPA）による福祉事業の国営化、社会保障制度の創設、企業（特に運輸と通信分野）に対するより厳しい規制の導入、法人税引き上げであった。
ニューディール政策は、公共事業と社会福祉事業による雇用の創出に焦点をあてていた。また、銀行制度、労働規制、運輸、通信、株式市場など広範に渡る制度改革や、物価統制をも含んでいた。ルーズベルトの元で、民主党は社会福祉や労働組合、公民権や経済規制を推進するようになり、近代的進歩主義（リベラリズム）と強く結びつけて認識されるようになった。「進歩主義（リベラル）」と「保守主義（コンサバティブ）」という2つの古くからある語がまったく新しい意味を帯びるようになり、リベラルはニューディール政策の支持者、コンサバティブは反対者を指すようになり、長期的成長を重視し、企業家精神や低率税を支持する人々は、自らを「保守」と呼ぶようになった。
ルーズベルトの政策はすぐに実を結び、労働組合や南部、少数派（特にカトリックとユダヤ人）、自由主義者など、それまで党内で対立が続いていた多様な民主党支持層が団結し、「ニューディール連合」が生まれた。この連合体が基盤となって、この後、30年間にわたって、議会選挙においても大統領選挙においても、民主党の優位が続くことになる。
他方、保守的な民主党員はルーズベルトの政策に激怒し、1934年、アル・スミスを主導者として、アメリカ自由連盟を結成し、反撃を開始した。しかし作戦は失敗し、ほとんどは政界を離れるか共和党に加入するかした。ディーン・アチソンなど数人は民主党に復党した。
1936年に再選を果たすと、ルーズベルトは、ニューディール政策に反対する傾向にあった最高裁判所の判事を5人増員する改革案（1937年司法手続き改革法）を発表した。これには激しい反対が巻き起こり、その先頭に立ったのは副大統領のジョン・ナンス・ガーナーであった。保守派民主党員と共和党が連携して形成した保守連合の前にルーズベルトは敗れ去り、リベラル色の強い法案の成立はほとんど全て阻止された（成立したのは最低賃金を定めた公正労働基準法のみであった）。自党の保守派に悩まされたルーズベルトは、党から離れようと試み、1938年の議会選挙では、5人の保守的な現職民主党上院議員に対して積極的な反対運動を展開したが、5人とも再選された。
ルーズベルトは孤立に陥っていたが、欧州での第二次世界大戦勃発を背景に、大統領は二選までというそれまでの慣例を破って1940年の大統領選挙に出馬し、当選した。国内の厭戦感情を背にルーズベルトは公約では不参戦を謳っていたが、1941年12月の真珠湾攻撃を理由に、正式に大戦に参戦した。ルーズベルトは有事を理由に1944年の大統領選挙にも出馬・当選したが、すでに健康状態は相当に悪化していた。このため、党内では副大統領候補の指名戦が激化した。現職の副大統領ヘンリー・A・ウォレスはルーズベルトには高く評価されていたが、非常にリベラルな人物として知られ、保守層には強く警戒されていた。結局、副大統領候補には中道派のハリー・S・トルーマンが選出された。

## 冷戦体制前期：ニューディール連合と保守連合

### トルーマンと冷戦の始まり

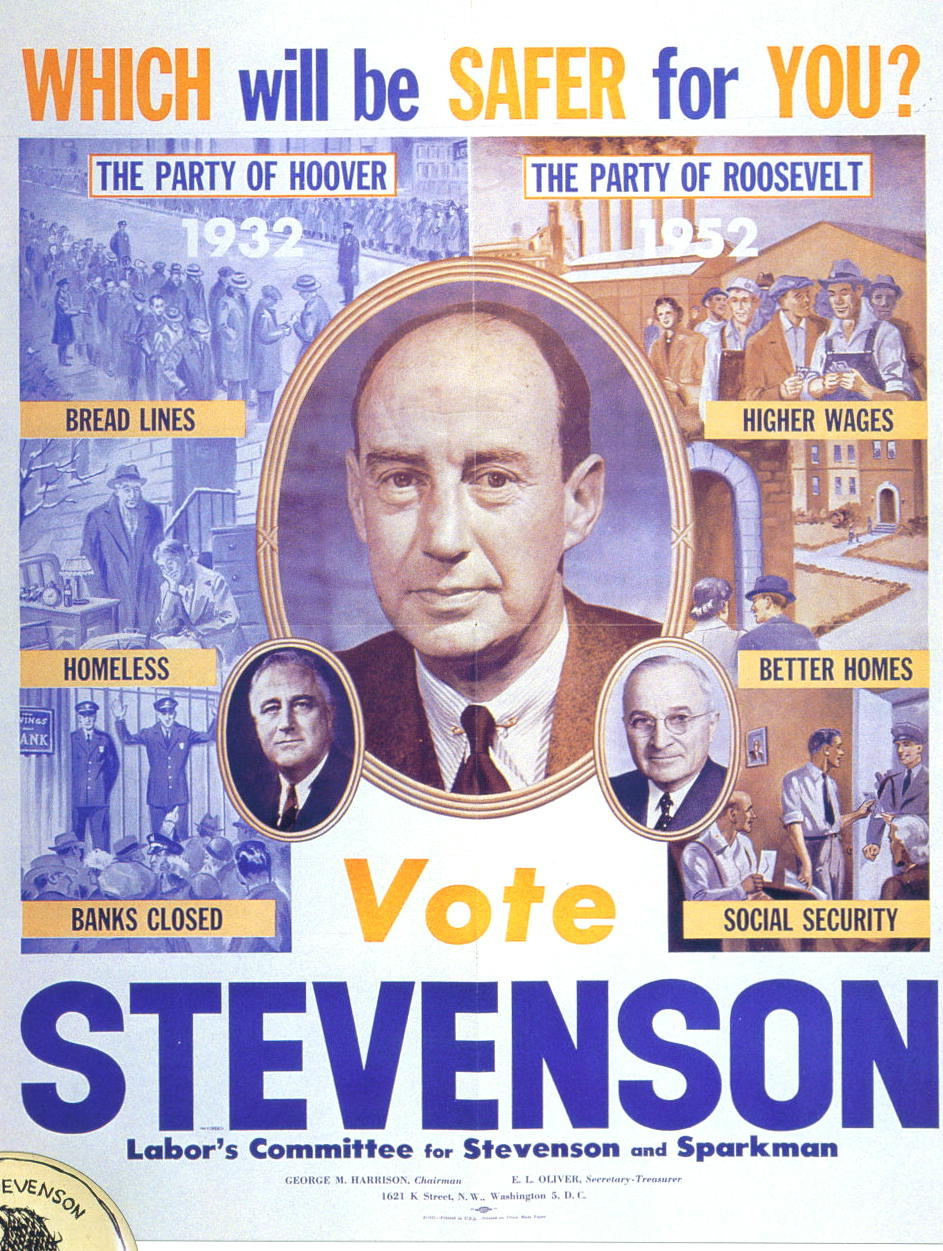
アドレー・スティーブンソンの1952年選挙戦ポスター。共和党が勝てばルーズベルト以前のハーバート・フーヴァー時代が再来すると警告している。

1945年4月、就任わずか2ヶ月半でルーズベルトが死去すると、トルーマンが大統領の座を引き継ぎ、大戦の終結にあたった。戦後、トルーマン政権はマーシャル・プランによって欧州復興を支援したが、第二次大戦末期から高まっていたソビエト連邦を核とする共産主義陣営との対立は深刻さを増し、外国の反共・自由主義陣営を支援するトルーマン・ドクトリンの提唱や、北大西洋条約機構の創設に至った。
国内では、ルーズベルトや戦争によって押さえつけられていた党内の対立が顕在化するようになった。主要な勢力は、大都市の集票組織（マシーン）、南部の地域政党、極左勢力、そして自由主義連合（自由主義労働者連合とも）であった。自由主義連合は、アメリカ労働総同盟（AFL）、産業別組合会議（CIO）、全米黒人地位向上協会（NAACP）、ユダヤ系アメリカ人評議会（AJC）、民主主義的に行動するアメリカ人（ADA）などから構成されていた。また、1940年代、映画スターから政治家になったロナルド・レーガン等はルーズベルトやトルーマンを強く支持し、民主党の重要な支持母体としてハリウッドが新たに加わった。
ヘンリー・A・ウォレス元副大統領等、左派勢力は、トルーマンの外交政策を戦争を挑発するものであるとして批判したが、1946年から48年にかけて、民主党内では若い反共主義者のヒューバート・ハンフリー、ウォルター・ロイザーやアーサー・シュレジンジャー・ジュニア等が台頭し、ウォレス支持者やその他の左寄りの民主党員は党や産業別組合会議（CIO）を追われた。1948年までに、極左勢力と共産主義分子は労働組合からほぼ完全に排除された。
南部の民主党議員はほとんどが保守的で、たいてい保守的な共和党員と協同した。その結果、1937年から1970年代にかけて、リベラルな国内政策法案は、事実上保守連合に阻止された（わずかにジョンソン政権下の1964年から65年の短い期間を除く）。共和党もトルーマンの国内政策を非難した。1946年の議会選挙では、共和党が「もうたくさん？」という標語を掲げて、1928年以来初めて多数派を取り戻した。
1948年の大統領選挙では、民主党幹部の多くはトルーマン不支持に回るつもりであったが、出馬を要請したドワイト・D・アイゼンハワー将軍に断られると、代わりの候補を見つけることができなかった。トルーマンも反撃を開始したが、この年の民主党全国大会において、トルーマンが公民権運動と反人種隔離政策を強く支持する公約を掲げると、南部の民主党議員の多くは党を離れ、サウスカロライナ州知事ストロム・サーモンド（後に上院議員となり、共和党に入党）に率いられて州権民主党（ディキシークラット）を結党した。ただし、他の保守的な民主党員はほとんど離党しなかった。
ヘンリー・ウォレスも無所属候補として大統領選に出馬し、ソ連との融和を呼びかけたが、労働組合の主流から排除された共産主義者に陣営を乗っ取られたこともあり、かえって反共感情からトルーマンに票が集まる結果となり、惨敗した。
最終的にトルーマンはサーモンドを退け、また共和党内部の対立にも助けられて当選を果たした。この当選は大きな驚きをもって迎えられた。国内の支持基盤は弱く、皆保険制度などのトルーマンのフェア・ディール政策の法案は、すべて保守連合によって成立を阻止された。鉄鋼業界の国有化も最高裁によって覆された。
一方、外交面では、トルーマンは、共和党の国際主義者と連携することで、右派の孤立主義者と、左派の親ソ勢力の双方に勝ち、冷戦体制の構築に成功した。この体制は1991年のソビエト連邦の崩壊まで続くことになる。しかし、1948年のベルリン封鎖等、共産陣営との関係は悪化の一途をたどり、アジアでも緊張が高まっていった。1949年には共産党による中華人民共和国が成立し、翌50年、トルーマンは議会の公式な承認を得ることなく朝鮮戦争に参戦した。戦争は膠着状態に陥り、1951年、トルーマンはダグラス・マッカーサー元帥を解任したが、アジア政策をめぐって共和党から激しい攻撃を浴びた。
周囲のスキャンダルが続いたこともあり、トルーマンのイメージはさらに低下し、1952年の大統領選挙では、トルーマンは早々に撤退を表明し、明確に後継者を指名することもできなかった。民主党は党大会でアドレー・スティーブンソンを大統領候補に指名したが、ドワイト・アイゼンハワーを擁立して、「朝鮮（戦争）、共産主義、政治腐敗」（“Korea, Communism and Corruption”）に反対を掲げたキャンペーンを展開する共和党が圧勝した。1956年の大統領選挙でも再びスティーブンソンが候補に指名されたが、やはりアイゼンハワーに惨敗した。
アイゼンハワー政権下の議会では、サム・レイバーン下院議長とリンドン・B・ジョンソン上院院内総務という強力な二人組が民主党内をまとめあげ、しばしばアイゼンハワーとも妥協した。1958年アメリカ合衆国議会選挙では、主に労働者の組織的な活動により民主党が劇的な勝利をあげ、議会を恒久的に掌握したかにすら見えた。実際に民主党は1930年から1992年まで、1946年と1952年を除く全ての選挙で、下院の過半数を占めていた。保守連合は依然としてリベラルな法案通過を阻止していたが、これに対抗する組織として、議会組織の自由化を求める民主党研究グループが台頭し、後にケネディ＝ジョンソン政権において多くの法案の通過に尽力することになる。

### 1960年：ケネディの時代

ジョン・F・ケネディ大統領と、弟のロバート・F・ケネディ司法長官（後にニューヨーク州選出上院議員）とテッド・ケネディ（後にマサチューセッツ州選出上院議員）。

1960年の大統領選挙では、リチャード・M・ニクソン副大統領を破ってジョン・F・ケネディが選出され、民主党は再び活気づいた。ケネディの若さ、行動力、聡明さは大衆の心をつかんだ。平和部隊のような新たな計画も理想主義を具体化したものだった。しかし、立法面においては、ケネディもまた保守連合と膠着状態に陥った。
ケネディが大統領として在任したのはわずか1000日ほどでしかなかったが、次々に政策を繰り出した。外交面ではキューバのカストロ政権転覆作戦を遂行したが、失敗に終わった（ピッグス湾事件）。ベルリンの壁建設を受けて共産主義者の手から世界を取り戻そうとし、1万6000人の兵士をベトナムに送り、南ベトナム軍を強力に支援した。宇宙開発競争でも国力を注ぎ込み、1969年の月面着陸への礎を築いた。キューバミサイル危機の後は、政策を転換し、ソ連との緊張関係の修復に向かった。国内面では、公民権運動と人種統合政策を一段と推進し、その一例として、南部のフリーダム・ライダーを保護するために連邦政府の職員を任命した。

### ジョンソンの「偉大な社会」政策
1963年11月22日、テキサス州ダラスで、ケネディ大統領は暗殺された。これを受けて、副大統領リンドン・B・ジョンソンが直ちに宣誓を行い、大統領に就任した。ジョンソンは1964年の大統領選挙でも大勝した。
ジョンソンはニューディール政策の理想を継承し、議会の保守連合を切り崩し、「偉大な社会」政策と呼ばれる膨大な数のリベラルな法案を成立させた。中でも公民権関連の主要法案の成立に尽力し、ついに1964年には、ジョンソンの署名によって1964年公民権法が成立し、南部での人種統合が再開された。一方、外交面ではジョンソンはベトナム戦争への介入を深めていった。
公民権法成立の輝かしい成果の裏で、民主党内では、この公民権問題に対する方針の劇的な転換や、ベトナム戦争の泥沼化が原因となって亀裂が拡大した。党幹部内に公民権運動の支持者が増えるにつれ、ニューディール連合に亀裂が入り始め、民主党の伝統的な支持基盤であった南部の保守層と北部都市のカトリックは民主党から離れていった。カトリック教徒のケネディの大統領選出は、ニューディール連合内でのカトリック勢力の一つの到達点であったが、1964年以降、中産階級のカトリックは共和党にも投票し始め、カトリックが民主党・共和党に投票する割合はプロテスタントと変わらなくなった。リチャード・J・デイリー市長率いるシカゴのクック郡民主党を除き、残存していた民主党のマシーンも衰退していった。

### 南部の共和党化

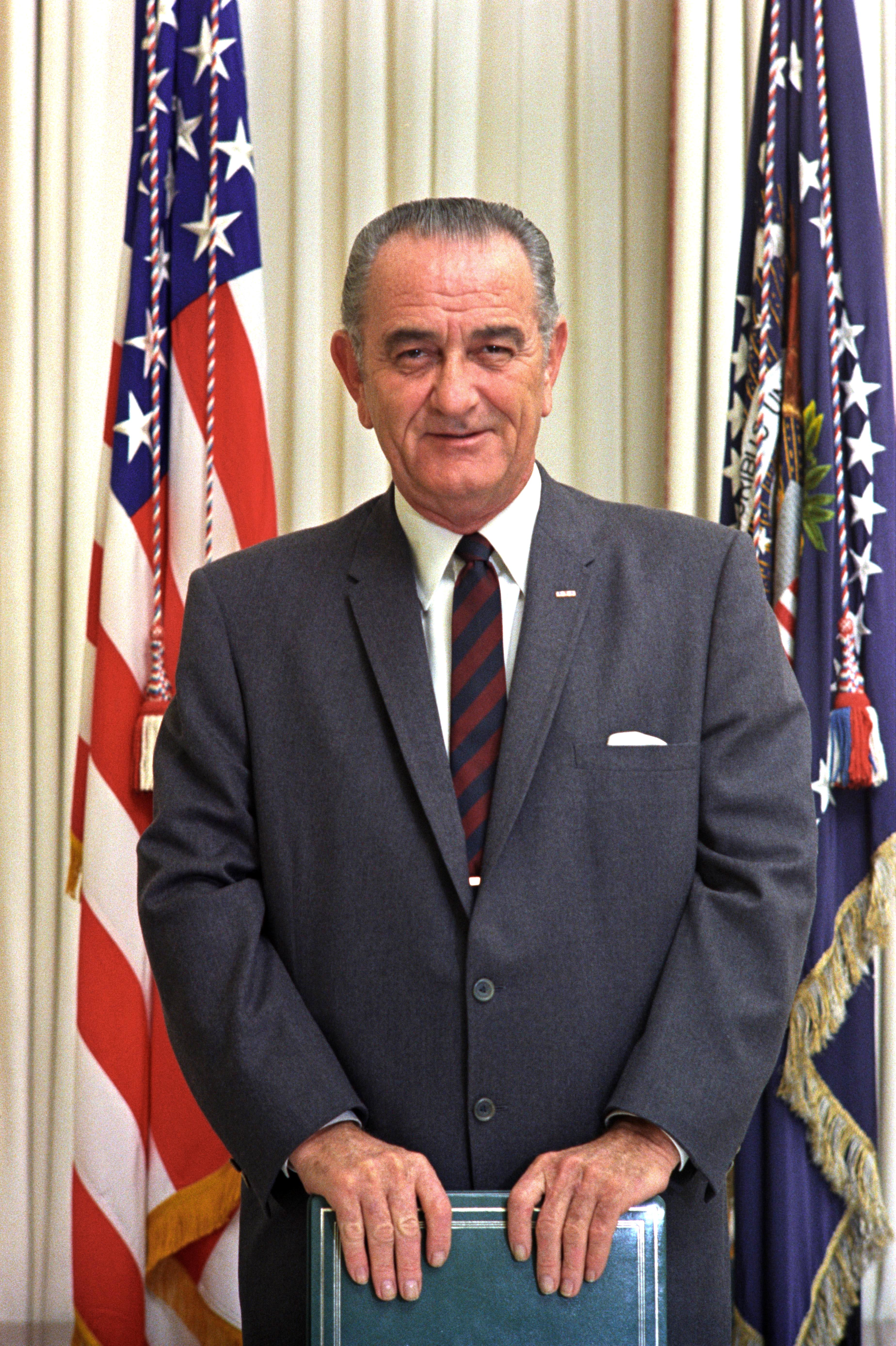
1964年公民権法に署名したリンドン・ジョンソン大統領は、ソリッド・サウスの終焉を予言したと言われる。

レコンストラクション期から約1世紀もの間、「南部の白人」は民主党とほぼ同義語であった。アパラチア山脈の一部では共和党が勢力を握り、また境界州（奴隷州であるがアメリカ連合国に加入しなかった諸州）では民主・共和が争っていたものの、「ソリッド・サウス」と呼ばれた地域での民主党の地盤は極めて強固であった。1948年以前は、南部の民主党員は自党が州の権利を尊重し、伝統的な南部の価値観を認め、南部の生活様式の守護者であると信じていた。そして、自分たちにとって不利な計画を推進する北部の自由主義者や共和党員、公民権運動家を「外部の煽動家」と公然と非難していた。
ところが、1948年の党大会において公民権を強く支持する綱領が採択され、続いてトルーマン大統領によって軍内の人種差別を禁じる大統領令9981号が発令されると、党内には深く楔が打ち込まれた。ケネディ政権において、民主党は公民権運動を推進し始め、南部の地盤は決定的に崩壊した。1964年公民権法の署名にあたって、ジョンソン大統領は「我々は一世代の間は、南部を失うだろう」と予言したと言われる。事実、人種統合政策と公民権運動は南部の白人の間に激しい反発を呼び起こし、州の権限を侵すものであるとの批判が集中した。裁判所の判決と64年・65年の公民権法によって人種隔離が違法とされても、民主党のアーカンソー州知事オーヴァル・フォーバスやジョージア州知事レスター・マドックス、特にアラバマ州知事ジョージ・ウォレス等の強硬派は人種統合に抵抗した。これらのポピュリスト的な知事を支持したのは、経済政策では民主党を支持するが、人種隔離政策廃止には反対する比較的低学歴のブルーカラーであった。しかし、実際のところ、近代化によって南部にも工場や全国規模の企業が生まれ、アトランタやダラス、シャーロット、ヒューストンのような都市は大きく成長し、北部から多くの移民が押し寄せ、より多様性を帯びていた。高等教育の機会も増大した。一方で、綿花と煙草栽培に依存する南部の伝統的な経済は衰退し、農家は工場労働者へと転身した。南部もアメリカのその他の地域と同じようになり、人種隔離政策を続けることはできなくなっていた。1965年以後、南部のほとんどの人々は人種統合政策を受け入れた（公立学校を除く）。民主党に裏切られたと感じた南部の白人保守層は、新興中産階級と北部からの移民を支持層としていた共和党へと鞍替えしていった。
その逆に、アフリカ系アメリカ人は伝統的には「反奴隷制政党」を起源とする共和党を強く支持していたが、ルーズベルト政権以降、ニューディール政策による雇用創出や、さまざまな支援政策、そして、民主党指導者の公民権運動支持を受けて、民主党への鞍替えが続いた。1964年公民権法で新たな有権者となった黒人は、その80%から90%が民主党の候補を支持し、ジョージア州のジュリアン・ボンドやジョン・ルイス、テキサス州のバーバラ・ジョーダンなどの民主党指導者を誕生させた。マーティン・ルーサー・キングが約束した通り、人種統合政策は南部の政治に新しい時代をもたらした。その後、ニクソンの南部戦略により、黒人の共和党離れは一段と進んだ。
1990年代以降、共和党は、従来の支持層である白人中産階級に加えて、それまではほとんど政治に関心のなかった福音派キリスト教徒からも多くの支持を集めるようになった。2004年アメリカ合衆国大統領選挙における出口調査では、南部において有権者の71%を占める白人の間で、ジョージ・W・ブッシュがジョン・ケリーを70%対30%でリードしていた。一方、有権者の18%を占める黒人の間では、90%対9%でケリーがブッシュをリードしていた。南部の有権者の3分の1は自らを白人の福音派とみなしており、彼らの80%はブッシュに投票した。

## 冷戦体制後期：民主党の低迷

### 1960年代後半：反ベトナム戦争と党内の混乱
1968年の大統領選挙では、ベトナム戦争反対運動の高まりを受けて民主党内の内部分裂は一層深刻さを増し、候補者選びが混乱した。当初は、ジョンソン大統領の指名獲得は堅いと見られていた。しかし、この年1月のテト攻勢は、軍事的にはベトコンの敗北に終わったものの、アメリカ世論の風向きを反戦へと転じさせた。ベトナム戦争即時撤退を掲げたユージーン・マッカーシー上院議員は、大学のキャンパスにあふれる反戦学生や知識人を集結し、3月のニューハンプシャー州予備選挙では、ジョンソン大統領に対し数パーセントのところまで肉迫した。4日後、この結果を受けて、当初は出馬を見合わせていたロバート・ケネディ上院議員も、マッカーシーと同じく反戦を掲げて出馬した。状勢が不利なことを悟ったジョンソンは、2週間後の3月31日、大統領選からの撤退を表明した。
この状況を受け、現職副大統領で、ジョンソンの副大統領候補でもあったヒューバート・H・ハンフリーが、ジョンソンの政策を引き継いで大統領選に出馬した。予備選挙参戦には既に遅かったため、ハンフリーは予備選挙を行わない州での地盤固めに専念し、労働組合や首長からの支持を取り付けた（この年に民主党の予備選挙を行ったのはわずかに14州、en:Democratic Party presidential primaries, 1968参照）。
予備選挙ではマッカーシーとケネディが接戦を繰り広げていたが、6月4日、最大の州、カリフォルニアで重要な勝利を挙げたケネディが、勝利演説の会場で暗殺され、党内の混迷の度は深まった。この時点で指名に必要な1312票のうち、ケネディが約700票を集めていたのに対し、ハンフリーは既に1000票を固めていた。8月末、シカゴで1968年民主党全国大会が開かれると、シカゴの通りや公園、会場周辺には反戦運動家が溢れた。彼らが遂には暴徒化して警察や州兵に鎮圧される中、会場内ではハンフリーが大統領候補に指名された。
一方、再びリチャード・M・ニクソンに率いられた共和党は、旧来は民主党の地盤であった南部諸州の白人保守層の取り込みを狙い、「南部戦略」を積極的に推し進めた。急速に都市化の進む南部の都市部およびその近郊の保守層・中道層に向けて、ジョンソンの「偉大なる社会」政策を批判し、公民権問題に関しては州政府への連邦政府の介入を防ぐとし、暴徒化する公民権運動や反戦運動を引き合いに、法と秩序の回復を訴えたのである。また、民主党の前アラバマ州知事で、人種隔離政策を掲げるジョージ・C・ウォレスは離党し、州権民主党の流れをくむアメリカ独立党から出馬し、一時はニクソンに次ぐ支持を獲得した。
ハンフリーはジョンソンの「偉大なる社会」政策の続行を掲げて善戦し、一般得票率ではニクソンに1％まで肉薄したが、党内の保守派、反戦派それぞれの反発や、テレビで生中継された暴動の影響からは免れられず、獲得した州は13にとどまった。特に、南部保守層の離反の影響は大きく、旧アメリカ連合国の諸州のうち、テキサス州を除くすべての州は、ニクソンかウォレスが獲得した。ハンフリーへの投票は主に北部の州からのものであったが、皮肉にも、これらの州の多くは20年前の1948年の大統領選挙で敗れた共和党が獲得した州であった。
民主党は議会の主導権を維持したが、党は今や深刻な分裂状態に陥り、1976年まで大統領選挙の一般投票率で多数派を獲得することができなかった。

### 1970年代：党体制の改革と混乱の継続
1968年の混乱と大敗の後、民主党はマクガヴァン・フレイザー委員会の提案を受け、全国大会代表の選出方法について抜本的な改革を行った。すなわち、予備選挙により重点を置き、大統領候補選出における一般党員の関与を高めたのである。
新しい制度下で行われた1972年アメリカ合衆国民主党予備選挙では、ハンフリーや復党したジョージ・ウォレス、エドマンド・マスキーの他、アメリカ最初の黒人女性議員で、主要政党において黒人初の、また民主党においては女性初の大統領立候補者シャーリー・チゾム等が出馬した。当初はマスキーが有力視されていたが、新聞報道に感情的に抗議する姿が報道された影響で苦戦し、最終的にはサウスダコタ州選出の上院議員で、1968年の大統領選ではロバート・ケネディの後を継いだジョージ・マクガヴァンが、草の根の反戦運動に支えられて指名を獲得した。マクガヴァンは「帰ってこい、アメリカ！」を標語にベトナムからの即時撤退を掲げるとともに、すべてのアメリカ人への最低限所得保障を選挙公約にした。
しかし、マクガヴァン・フレイザー委員会の改革により様変わりした大統領候補指名選挙は、混乱を免れなかった。特に、リチャード・J・デイリーシカゴ市長率いる集票組織（マシーン）が力を持っていたイリノイ州では、予備選挙で大統領候補ではなく、州代表を選ぶ方式を取り、ほとんどがデイリーの息のかかった代表が選出されたが、マクガヴァン支持者の訴えを受けてこの代表団は無効とされ、フロリダで開かれた1972年民主党全国大会には、代わってジェシー・ジャクソン等が率いる選挙を経ていない反主流派が代表となった。
更に、テッド・ケネディ上院議員に断られたこともあって、副大統領候補選びが難航した。ようやくトーマス・イーグルトンが選出されたが、全国大会の数日後、イーグルトンがうつ病で入院し、電気ショック療法を受けていた経歴が明らかになると、強い反対運動が起きた。当初、マクガヴァンはイーグルトンを「1000%支持する」と語ったが、結局は新しい候補を見つけざるを得なくなった。数週にわたって選挙運動を停滞させた後、マクガヴァンはようやく、ケネディ家の姻戚でデイリー市長に近いサージェント・シュリバーを副大統領候補に選んだ。このような混乱に加え、影響力を削がれた民主党幹部層の中にはマクガヴァンを支持しないものが多く、本選挙の選挙運動は低迷した。一方、共和党の現職大統領リチャード・ニクソンは1期目の実績が高く評価されていたこともあり、民主党はマサチューセッツ州とワシントンD.C.のみの獲得に終わるという歴史的な大敗を喫した。
なお、マクガヴァンは全国大会で、自身の選挙運動責任者であるジーン・ウエストウッドを女性初の民主党全国委員長に任命している。

### ジミー・カーター

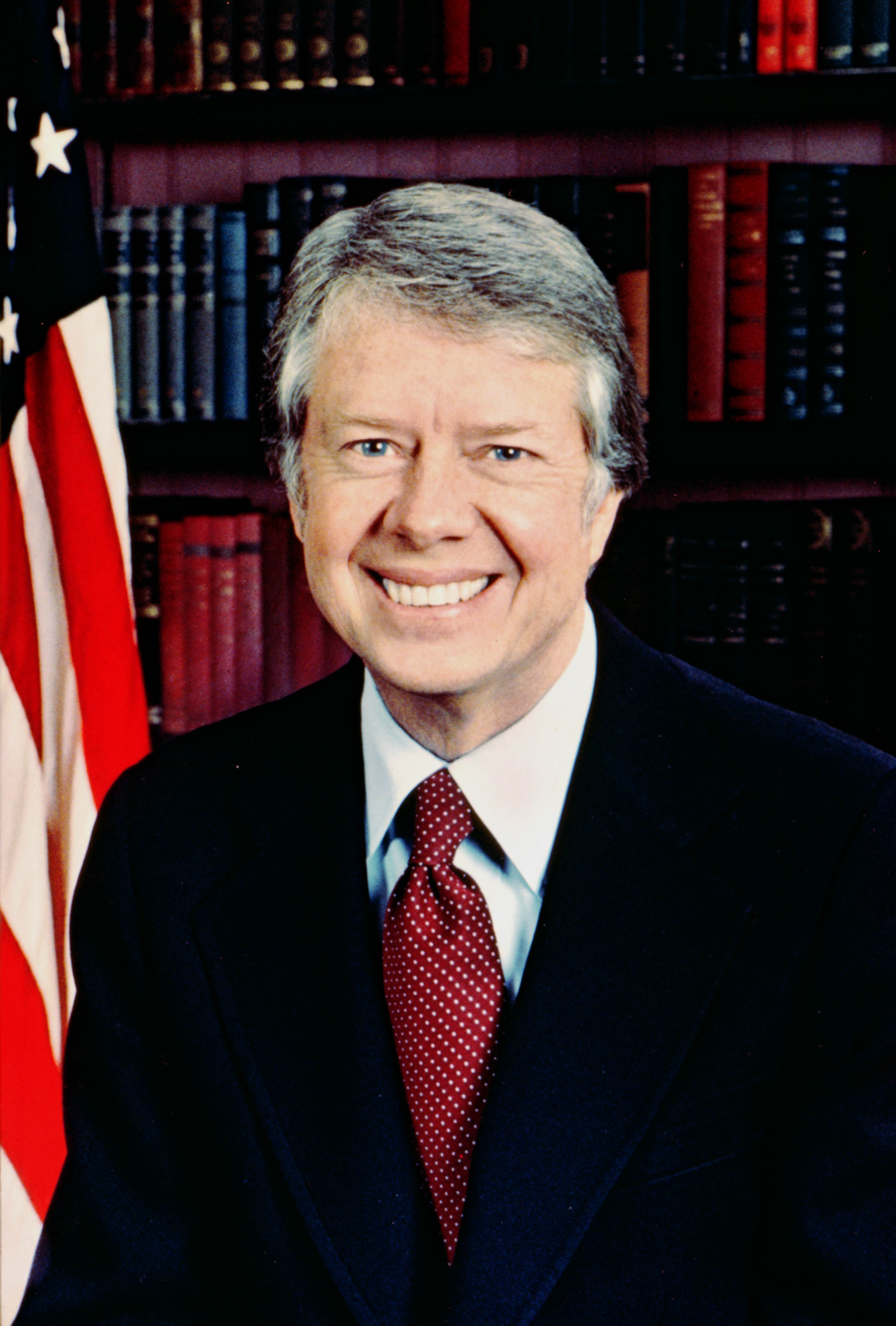
ジミー・カーター大統領は1976年の大統領選挙に勝利したが、1980年の大統領選挙では敗北した。

1974年、ウォーターゲート事件によりニクソン政権が崩壊すると、民主党に希望の光が差し込んだ。ニクソンの後任ジェラルド・フォードは、ニクソンの辞任直後に恩赦を与えたが、民主党はすかさずこの汚職問題を利用し、1974年アメリカ合衆国中間選挙で躍進を遂げた。
1976年の大統領選挙では、フォード政権への不信に、景気後退とインフレの合併状態（スタグフレーション）が加わり、民主党候補の前ジョージア州知事ジミー・カーターが当選した。カーターはワシントンずれしていない正直な新参者というイメージを前面に出し、僅差で勝利した。カーターの経歴は海軍軍人、農家、上院議員、州知事を一期、というもので、国政での経験は、唯一、1974年の中間選挙で民主党全国委員長を務めたことだけだった。
大統領在任中の主な業績として、カーターは国家エネルギー政策の策定と政府機関の統合を行い、エネルギー省と教育省という2つの新しい省を設立した。また、流通、航空、鉄道、金融、通信、石油の各業界における規制緩和を行い（すなわちニューディール的な経済規制とは逆コースをたどり）、社会保障制度を強化し、かつてない数の女性や少数派の人々を政府や司法の役職に任命した。またアラスカに広大な国立公園を設定するなど、環境保護政策を強化した。
外交面では、キャンプ・デービッド合意やパナマ運河返還を定めたトリホス・カーター条約を結び、中華人民共和国との国交の完全樹立や、第二次戦略兵器制限交渉条約を成功させた。さらに、全世界的な人権擁護運動を展開し、人権問題を外交政策の中核に置いた。
このような業績の一方で、選挙公約であった国民保険制度の制定や税制改革には失敗した。インフレの拡大も続いていた。1979年11月、イランアメリカ大使館人質事件が発生し、52人のアメリカ人が444日間にわたり人質となる中で、カーター政権は、外交ルートでも軍事作戦においても救出に失敗した。同年末にはソビエト軍がアフガニスタンに侵攻し、アメリカ国内にはカーターへの失望が広がった。
1980年の大統領選挙では、カーターはテッド・ケネディ上院議員を破り、再び大統領候補の指名を勝ち取ったが、本選挙では共和党のロナルド・レーガンに敗れた。それだけでなく、民主党は上院で12議席を失い、1954年以来初めて、共和党に上院の多数派を許した。下院だけは、かろうじて民主党が多数を保った。
カーターは再選に失敗した後も、イランでのアメリカ人人質の全員救出に向けて、交渉を続けた。結局、人質はレーガンの大統領就任式の日に解放され、カーターはレーガンの特使として彼らをドイツで出迎えた。

### 1980年代：レーガン主義との戦い

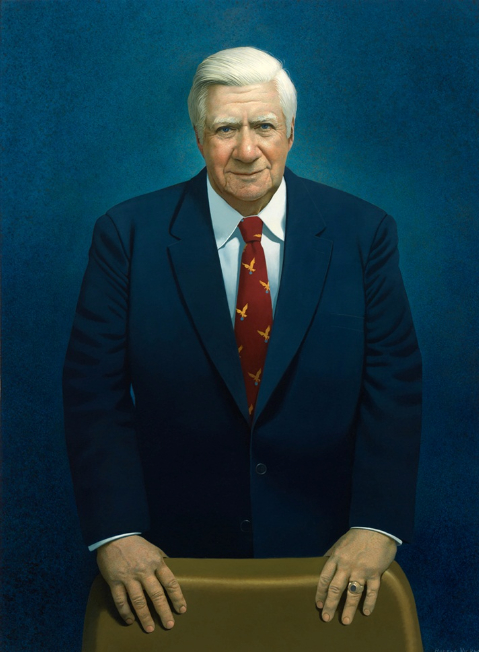
トーマス・ティップ・オニール下院議員は1977年から1987年にかけて下院議長を務め、レーガン政権時代のワシントンにおける民主党を牛耳った。

1980年大統領選挙でのレーガン勝利の原動力となったのは、保守的な政策を支持する民主党員たちであった。「レーガン・デモクラット」と呼ばれるこれらの民主党保守派の票に依ってこそ、ロナルド・レーガンの1980年と1984年の勝利、そして1988年のジョージ・H・W・ブッシュの勝利がもたらされたのである。レーガン・デモクラットは主に北東部と中西部の白人で、レーガンの人工妊娠中絶などをめぐる社会保守主義と強権的な外交政策に賛同していた。民主党の世論調査員スタンレー・グリーンバーグの分析によれば、デトロイトのすぐ北にあるミシガン州マコーム郡郊外の白人有権者（主に労働組合に所属する自動車工場労働者）は、1960年には63%がケネディに投票し、1984年には66%がレーガンに投票していた。グリーンバーグの結論によれば、レーガン・デモクラットは、民主党がもはや彼ら中産階級の要求を代弁しておらず、むしろ他の集団、特にアフリカ系アメリカ人や政治的左翼団体、最貧層の利益を最重視していると感じていた。
レーガン・デモクラットと南部の白人の支持離れが、ニューディール連合を決定的に解体した。1984年の大統領選挙では、現職レーガンが49州を獲得し、ニューディール信奉者の元副大統領でミネソタ州選出上院議員のウォルター・モンデールを破った。
大敗の続く民主党は、1985年に民主党指導者会議を創設した。設置の目的は、党の方針を左派から中道に引き戻し、レーガン支持から共和党に流れていた企業からの献金を呼び戻して、資金力を回復することであった。その目標は、中道左派のみならず、社会問題に関して穏健もしくは保守的な有権者を取り込み、もともとは共和党を支持していない人々の大半から広範な支持を取り付けることであった。更に1988年の大統領選挙では、ニューディール主義者ではなく、行政改革の成功者であるマイケル・デュカキス・マサチューセッツ州知事を擁立して戦ったが、やはり、現職副大統領のジョージ・H・W・ブッシュに大敗した。

### 湾岸戦争への反対
民主党の主要支持層には、青年期にベトナム戦争反対運動に身を投じた一派がおり、全般的にアメリカの軍事介入に対して否定的な意見が根強い。1990年8月、サダム・フセイン率いるイラクがクウェートに侵攻すると、ジョージ・H・W・ブッシュ大統領は多国籍軍を形成し、国連でイラクの撤退を求める決議を採択させた。翌91年1月、アメリカ議会はイラクに対する武力行使に権限を与える決議を僅差で可決し、アメリカは湾岸戦争に踏み切った。この時、一般的に共和党員は賛成、民主党員は反対の態度をとった。具体的には、上院では42人の共和党議員と10人の民主党議員が賛成、45人の民主党議員と2人の共和党議員が反対し（52票対47票）、下院では164人の共和党議員と86人の民主党議員が賛成、179人の民主党議員と3人の共和党議員と1人の無所属議員が反対した（250票対183票）。

## 1990〜2000年代：中道化の道

### ビル・クリントンの中道政策

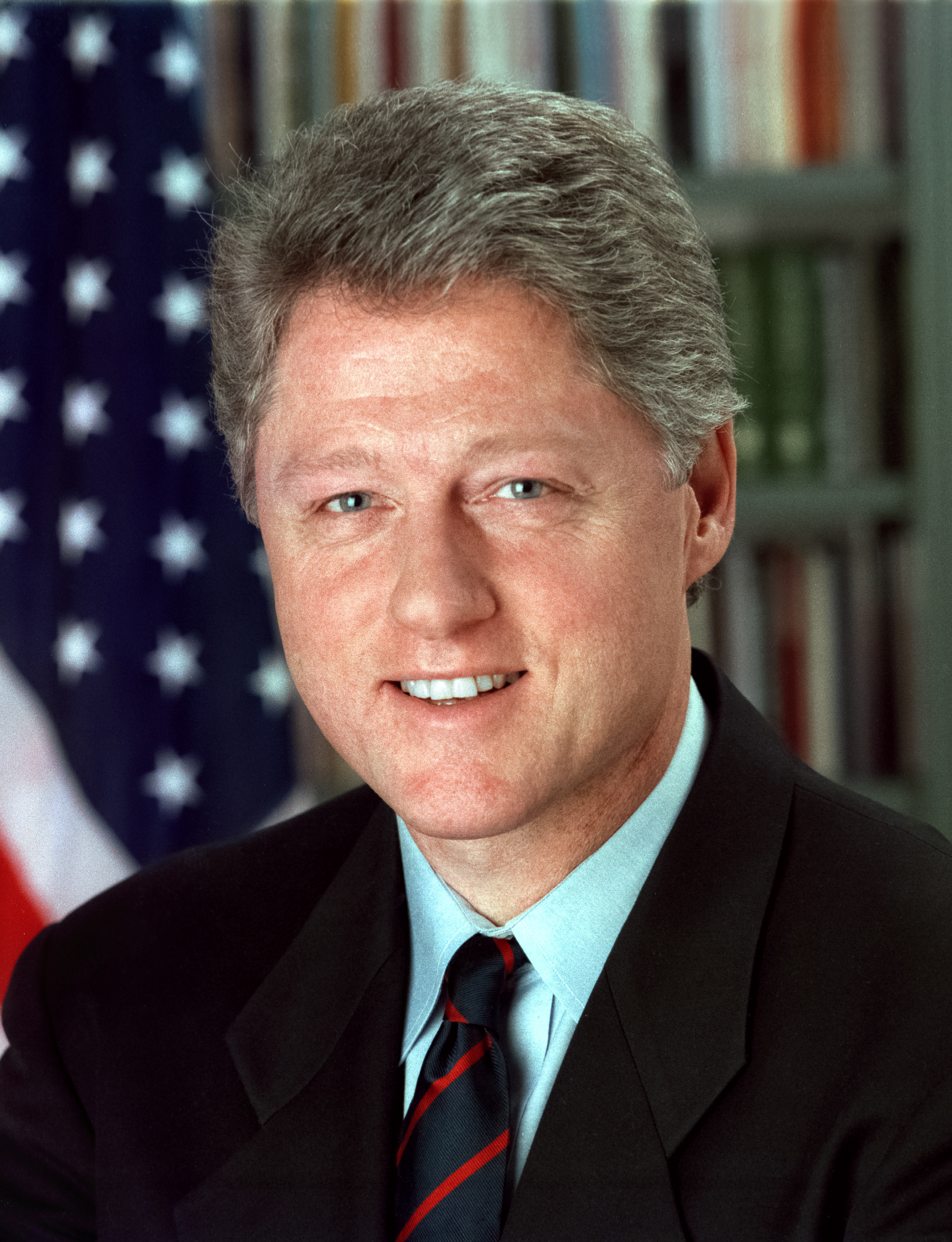
ビル・クリントン政権下の民主党は、イデオロギー的に中道化した。

ブッシュ政権下でも民主党の中道化は進行した。民主党指導者会議が民主党の政策を右方修正して中道に近付けようとするに連れ、テリー・マコーリフ等、民主党内の中道及び保守派幹部が党の主導権を握るようになっていった。経済学者セバスチャン・マラバイによれば、民主党の政策は、1976年以降、次第に企業寄り、自由市場主義寄りに転じていっている。
自由市場の理想を擁護する民主党の議員は共和党とほぼ同程度になった。ジミー・カーターは大規模な規制緩和を推進し、民主党議員の多くもこれを支持した。ビル・クリントンは政府の監督が緩いシャドー・バンキング・システムの成長を主導し、不況期に制定された商業銀行に対する規制を廃止した。
1990年代に入ると、ようやく経済政策の右方修正等が功を奏し、民主党は復活を遂げた。1992年には、ビル・クリントンが当選を果たし、12年ぶりの民主党大統領となった。ビル・クリントン政権では、議会はケネディ政権以来となる連邦政府予算の均衡を実現させ、健全なアメリカ経済を主導し、全国的に収入が増加した。1994年には、過去25年間で最も低い失業率とインフレ率を記録した。クリントン大統領はまた多くのリベラルな法律を制定した。特筆すべきは、銃を購入する際に5日間の猶予期間を設けることを定めたブレイディ法である。また、多くの種類の半自動火器の購入を禁止する法案も成立させた（2004年に期限を迎え、廃止された）。家庭および医療目的休暇法 (1993年)は約4000万人のアメリカ人を対象とし、出産、または自身および家族の疾病時に、最長12週間の無給休暇を認めるものである。
外交面では、一時的ではあったが、ハイチの民主主義再建を助け、最終的には不首尾に終わったもののパレスチナとイスラエルの和平交渉で強い主導力を見せ、北アイルランドの和平交渉でも歴史的な停戦協定を仲介し、デイトン合意にこぎつけて旧ユーゴスラヴィアで4年近く続いていたテロと殺戮の日々を終わらせた。1996年の大統領選挙では、民主党の大統領としては1944年のフランクリン・D・ルーズベルト以来となる再選を果たした。
しかしながら、民主党は1994年の議会選挙では上院下院共に多数派の地位を失った。クリントンは共和党が提出した公的扶助改革案に対して二度にわたって拒否権を行使したが、3回目に提出された個人責任・就労機会調整法 (1996年)には署名を余儀なくされた。不法行為法改革として提出された私募証券訴訟改革法は、クリントンの拒否権行使にもかかわらず成立した。
労働組合は、1960年代以降、組合員の減少が続いており、この頃には民主党内部でも政治的影響力を失いつつあった。クリントンは労働組合が激しく反対していたカナダおよびメキシコとの北米自由貿易協定に署名した。リベラル派や進歩主義者の一部は、民主党の中道化の方向性に違和感を感じ、庶民の利益保護や左派的な問題が疎かになっていると批判し、これに対して民主党は進歩主義的な改革を続けているとの反論が交わされた。
1998年、共和党の主導により、下院においてクリントンに対し2つの嫌疑に関する弾劾決議が可決された。これらの嫌疑は、翌99年、上院において不問に付されたが、クリントン政権末期はスキャンダルのイメージを強く残す結果となった。この年、クリントンの指揮下、アメリカは、NATOによるユーゴスラヴィアへの軍事介入のための合同作戦軍に参加した。

### 2000年のゴアの敗北
2000年の大統領選挙では、民主党は現職副大統領のアル・ゴアを候補に指名した。対する共和党はジョージ・H・W・ブッシュ元大統領の息子ジョージ・W・ブッシュテキサス州知事を候補に立てた。ゴアは選挙運動中、クリントンと距離を置いたが、共和党はクリントンのスキャンダルを積極的に利用し、民主党を批判した。また、一部の批評家は、ゴアとブッシュの政策は似すぎている、特に自由貿易、社会保障費削減、死刑制度存続についてはほとんど変わらないと批判した。特にアメリカ緑の党から大統領に立候補したラルフ・ネーダーはゴアの政策を激しく批判した。
ゴアはブッシュに対して一般投票で50万票余りの差をつけたが、選挙人投票では4票差で敗北した。民主党員の多くは、ネーダーの第三極の形成により票が分散したのが敗因と非難した。ニューハンプシャー州（選挙人数4）とフロリダ州（選挙人数25）でネーダーが獲得した票が、ブッシュとゴアの得票差よりも大きかったからである。特にフロリダでは、ネーダーが9万7000票を獲得したのに対し、ブッシュとゴアの得票差はわずかに537票であった。しかも、フロリダ州では集計作業で混乱が生じ、結果の確定に時間がかかっただけでなく、選挙における不正への批判が噴出するなど混乱が生じた。選挙の後、ゴアは数年にわたって政界を離れた。
大統領選でゴアが惜敗を喫したのに対し、議会選挙では民主党が上院で5議席伸ばし（ニューヨーク州のヒラリー・ロダム・クリントンを含む）、これにより、選挙前には55対45で10議席差を付けられていた共和党と議席数で並んだ。実際には、賛否同数の際には上院議長を務める副大統領が投票するという規定のため、共和党が多数党となったが、2001年、バーモント州選出のジム・ジェフォーズ上院議員が共和党を離党し、民主党会派として投票することになり、多数党の地位が民主党に移った。これとともに議会の運営を支配する多数党院内総務も、各委員会の議長職も民主党のものとなった。

### ブッシュ政権第一期における劣勢
2001年アメリカ同時多発テロ事件を受け、政治の焦点は安全保障へと変化した。同年のブッシュ大統領によるアフガニスタン侵攻に対し、民主党はバーバラ・リー下院議員を除くすべての議員が共和党に賛同して承認を与えた。民主党のリチャード・ゲッパード下院院内総務とトム・ダシュル上院院内総務は、米国愛国者法とイラク戦争への賛成も党内に強く働きかけた。愛国者法へ反対票を投じたのは、ラス・ファインゴールド上院議員ただ一人であった。
しかし、2003年になると、民主党内部からはテロとの戦いの正当性や行き過ぎへの懸念が強まり、また米国愛国者法が公民権や自由権への脅威となることへの批判もあり、イラク戦争に対する民主党内の見解は分裂した。
エンロンや他の企業の不正会計スキャンダルが浮上すると、不正会計の取り締まりを強化するために、民主党は企業会計関連法の改革に乗り出し、2002年には上場企業会計改革および投資家保護法が超党派で成立した。
2001年から2002年にかけては、各地のさまざまな業種で失業や破産が増加した。民主党議員の多くは経済の回復を掲げて選挙運動を展開したものの、2002年アメリカ合衆国下院選挙では数議席を失う結果となった。上院でも3議席を失い、手に入れたばかりの多数党の地位を失った。知事選挙では、ニューメキシコ州（ビル・リチャードソン）、アリゾナ州（ジャネット・ナポリターノ）、ワイオミング州（デーブ・フリーデンサル）を取り戻したものの、サウスカロライナ州（ジム・ホッジス）、アラバマ州（ドン・シーゲルマン）、そして1世紀以上もの間保っていたジョージア州（ロイ・バーンズ）を失った。更に2003年、有権者に不人気だった民主党のグレイ・デイヴィスカリフォルニア州知事は解職請求され、代わって共和党のアーノルド・シュワルツェネッガーが当選した。2003年末までに、アメリカ最大の4つの州、カリフォルニア州、テキサス州、ニューヨーク州、フロリダ州の知事は共和党の知事によって占められた。
2004年アメリカ合衆国大統領民主党予備選挙は、実質的には早くも2002年12月、ゴアの不出馬表明から始まっていた。当初の最有力候補は、イラク戦争に反対し、民主党主流派を批判していたハワード・ディーン元バーモント州知事で、草の根組織、特に党の左派から幅広い支援を受けていた。しかし、最終的に指名を獲得したのは、民主党指導者会議から大きな支援を受けた中道寄りでマサチューセッツ州選出のジョン・ケリー上院議員であった。ケリーが選ばれたのは、ディーンよりも「勝ち目がある」とみなされたからであった。
様々な産業においてアウトソーシングにより労働者のレイオフが発生したため、一部の民主党議員（ディーンやノースカロライナ州のアースカン・ボウルズ上院議員候補等）は自由貿易に対する立場を修正し、なかには過去に支持したことについて問いなおす動きすらあった。また、ブッシュ政権がイラクにおいて大量破壊兵器を発見できなかったことや、戦闘による死傷者の増加、テロとの戦いの終わりが見えないことも、選挙戦の議題であった。このことから、2004年の選挙戦では、民主党は雇用なき景気回復の克服、イラクの危機的状況の打開、より効率的なテロとの戦いを公約に掲げた。
しかし結局、本選挙では、一般投票でも選挙人投票でもケリーが敗れた。議会選挙でも共和党が上院で4つ議席を増やし、民主党は1920年代以降最少となる44議席に留まった。下院でも共和党が3議席伸ばした。のみならず、1952年以来初めて、民主党の上院院内総務が落選した。州議会の議員数でも、全国の合計で民主党議員が3660人、共和党議員が3557人と拮抗した。知事選挙では、ルイジアナ州、ニューハンプシャー州とモンタナ州を民主党が奪還したが、ミズーリ州知事の席を失い、また、長い間民主党が盤石な強さを誇ってきたジョージア州議会の多数派の地位を失った。一方、この時当選した新人上院議員には、コロラド州選出のケン・サラザールと2004年民主党全国大会で基調演説を行ったイリノイ州選出のバラク・オバマがいた。
敗北には多くの原因があった。選挙後、ほとんどのアナリストはケリーの選挙運動に問題があったと結論付けた。例えば、真実を求めるスウィフト・ヴェッツと捕虜たちという、ケリーに反対するベトナム戦争退役軍人のグループが障害となって、ケリーは軍人としての経歴を選挙戦略に利用し辛くなった。また、2004年の選挙ではイラク戦争反対を掲げていたが、開戦当時の賛成から転じたことを上手く説明できず、民主党内の賛戦派、反戦派の深刻な対立をまとめることもできなかった。共和党は大量のテレビCMを放送して、ケリーのイラク戦争に対する立場が一定していないと主張した。折しもケリーの地元のマサチューセッツ州で同性婚が合法化され、民主党および無党派層内のリベラル派と保守派の間に亀裂を生んだ（ケリーは選挙戦を通じて同性婚には反対するが、シビル・ユニオンは支持すると表明した）。共和党は同性婚問題を積極的に利用し、11の州で住民投票を推進して保守票を取りまとめ、禁止にもちこんだ。安定した雇用市場や株価の上昇、好調な住宅販売と低い失業率もケリーに不利に働いた。更に、投票集計システムの不備がケリーの敗北に影響を及ぼした可能性を指摘する者もいた。

### ブッシュ政権第二期における党勢回復
2004年の選挙の後、民主党内からは、党を建て直すための様々な戦略が提案された。ある者は右傾化することで上下両院の議席を取り戻すことを提案し、そうすれば2008年の大統領選挙での勝利の可能性があると主張した。またある者は左傾化を進め、より力強い反対政党になることを要求した。主要な政策議題には、まず主に人工妊娠中絶の是非をめぐる生殖権の問題があった。また、銃規制も主要な議題で、特にハワード・ディーン、ビル・リチャードソン、ブライアン・シュバイツァー等、また修正第2条（人民の武装権）を重視する有権者が多い州の知事に就任した党員から積極的な発言がなされた。評論家トーマス・フランクは著書『カンザスはいったいどうしたの？』の中で、民主党は国民寄りの経済政策に回帰する必要があると述べた。
こういった問題が活発に議論された2005年の民主党全国委員会の委員長選挙では、党内に多くの異論があったものの、左派のハワード・ディーンが委員長に選出された。ディーンは党の戦略が上層部寄り過ぎるとし、赤い州も含めて全州支部への支援を強化する方針をとった（50州戦略）。
アメリカ合衆国第109議会が招集されると、新しく上院少数党院内総務に就任したハリー・リードは、主要議題についてはもっと組織的に投票するよう民主党上院議員に働きかけた。また、共和党による社会保障の民営化の阻止に成功した。2005年には、バージニア州知事選挙（ティム・ケイン）とニュージャージー州知事選挙（ジョン・コーザイン）では民主党が勝利し、知事職を維持したが、本来は民主党の地盤であるニューヨーク市長選挙では4期連続で敗れた。
2006年アメリカ合衆国中間選挙では、民主党は「汚職文化」を標語に共和党に対抗する選挙運動を展開した。ちょうど、ロビイストのジャック・アブラモフやデューク・カニンガム、トム・ディレイ、マーク・フォーリーやボブ・タフト等をめぐるスキャンダルが問題となっていた。また、イラク戦争への否定的な世論、連邦政府の債務増大に対する不満の広がり、ハリケーン・カトリーナへの対応のまずさにより、ブッシュ大統領の支持率は低下していた。選挙の結果、民主党は、実に12年ぶりに下院の多数党の地位を取り戻し、また上院でも院内会派によって多数党を構成することになった。さらに、知事選挙でも少数党から多数党へと前進し、州議会の多くでも議席数を伸ばして多数派となった。上院、下院、知事選挙全てにおいて、民主党の現職は全員当選し、前職が民主党であった席も全て維持した。

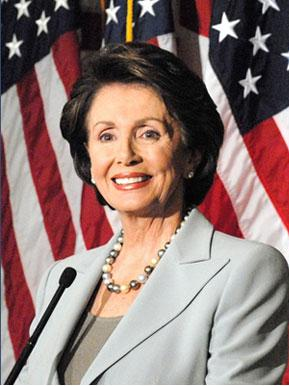
カリフォルニア州選出のナンシー・ペロシ下院議員は女性初の下院議長に就任した。

この年の民主党の大勝の要因については、ある方面からは、劣勢にある共和党現職に対して、保守派寄りの民主党候補を立てたことにあると指摘され、またある方面からは、より大衆迎合的、あるいは進歩主義的な候補を立てたことにあると指摘された。出口調査からは、多くの有権者にとって汚職が決定的な争点だったことが伺われた。
2006年、連邦議会における代表者を決める選挙において、民主党はメリーランド州選出のステニー・ホイヤー議員を下院多数党院内総務に、そしてカリフォルニア州選出のナンシー・ペロシ議員を下院議長に指名した。また、ネバダ州選出のハリー・リード議員を上院多数党院内総務に選出した。アメリカ合衆国第110議会の開会で、ペロシは女性初の下院議長に選出され、民主党は100（執務）時間以内に主要政策に関する法案を可決するという「100時間計画」を掲げ、次々に下院で法案を通過させた。

## 2008年以降：オバマ政権
2008年の民主党大統領候補予備選挙では、イリノイ州選出のバラク・オバマ上院議員とニューヨーク州選出のヒラリー・クリントン上院議員の2人が接戦を繰り広げた。2人は片やアフリカ系アメリカ人、片や女性として、大政党の中ではかつてない支持を獲得していたが、2008年民主党全国大会を目前にして、オバマが指名獲得をほぼ確実にした。一方共和党は、ディック・チェイニー副大統領が不出馬を表明したこともあり、早い段階でアリゾナ州選出のジョン・マケイン上院議員が候補としての地位を固めた。
2008年の大統領選挙戦を通じて、世論調査ではオバマとマケインが接戦を演じていた。しかしながら、2008年9月の金融危機の影響を受け、オバマがじりじりとマケインを引き離していった。結局、11月の選挙人選挙ではオバマが大差でマケインを破った。民主党はまた、2006年の中間選挙に引き続き、上下両院でさらに議席数を伸ばした。

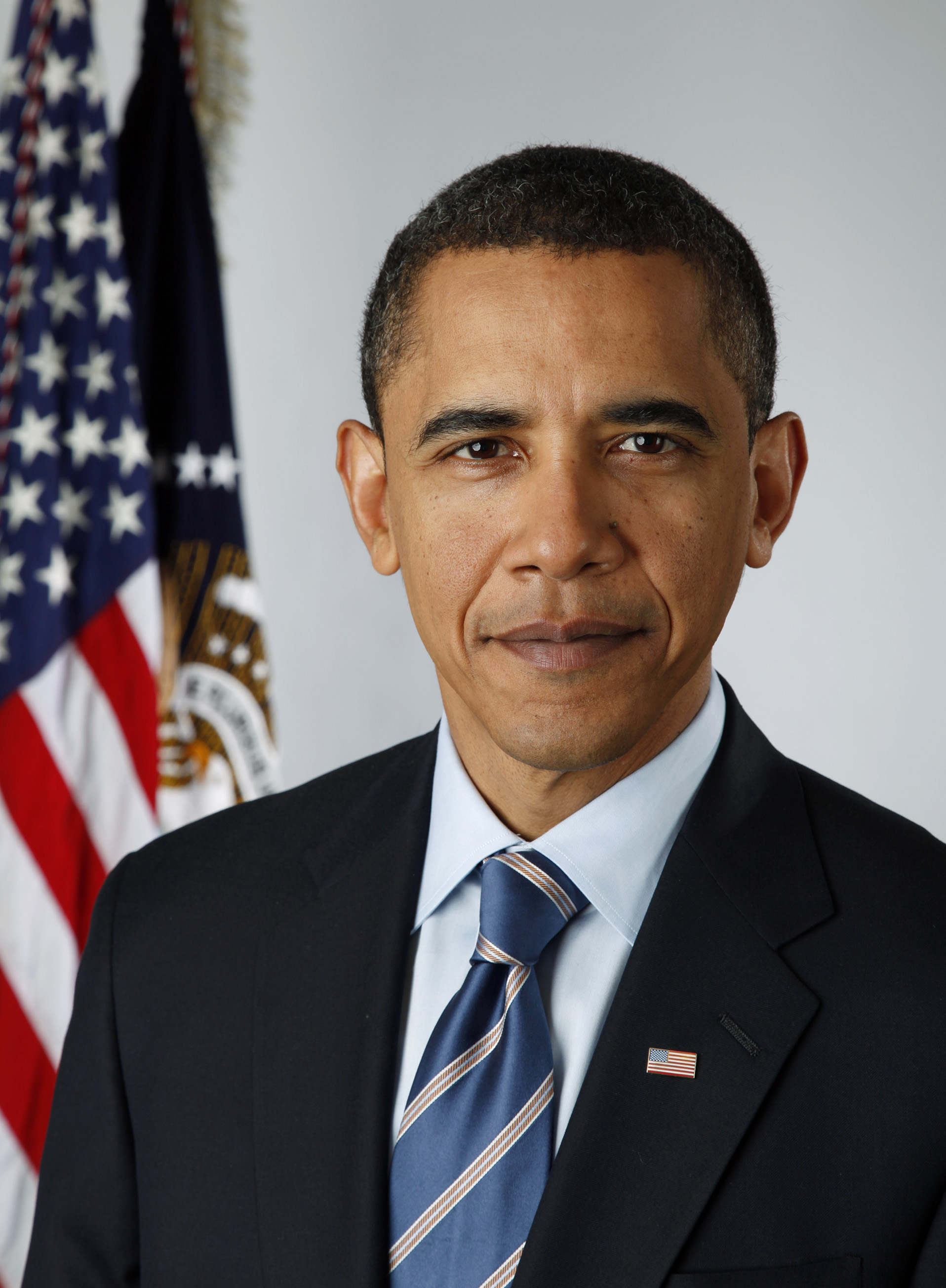
2008年、バラク・オバマはアフリカ系アメリカ人初のアメリカ合衆国大統領に就任した。

2009年1月のオバマ大統領の就任式は、約200万人というかつてない大勢の熱狂の中で執り行われた。しかし、就任式に溢れた楽観的な盛り上がりとは裏腹に、政権はすぐに経済刺激策について、共和党の知事たちやティーパーティー運動の保守主義者、リバタリアンからの攻撃を受けることになった。
オバマと民主党が支配する議会は医療制度改革を推し進め、時間はかかったものの、後に法制化に成功した。しかし、約束された景気の回復が一向に実現されないのを尻目に、共和党は2010年の議会選挙での盛り返しに備えていた。この選挙で民主党は下院で63議席を失って多数党の座から転落し、上院でも多数党の地位は維持したものの議席を減らした。
波乱の選挙の余波を受け、両党の敵対的な関係が継続した。2011年1月、民主党の女性議員ガブリエル・ギフォーズがアリゾナ州ツーソンで暗殺未遂にあい、議員は一命を取り留めたものの、6人が死亡するという事件が発生した。この惨劇に際し、ティー・パーティー運動が引き起こした不穏な政治的潮流が原因だという非難も生じたが、オバマは銃撃事件の原因となった政治的要因について冷静に互いを尊重しながら議論することを双方に求めた。
第112議会での対立は継続し、予算案をめぐって共和党が歳出削減と税額据え置きを求めたのに対し、民主党は断固として応じず、2011年4月には政府機能の停止が現実に迫った ばかりでなく、アメリカが債務不履行に陥るのではないかという懸念まで生じた。経済および財政の不振は州レベルでも問題となり、民主党の重要な支持母体である公務員労働組合は、人件費抑制のために団体交渉権を抑制しようとする共和党との戦いを繰り広げた。公務員による抗議活動が継続し、ウィスコンシン州やオハイオ州では同情的な民主党議員が抗議のために議場を退席した。
外交面では、ヨーロッパと中東におけるアメリカのイメージはわずかに改善したが、2009年イラン選挙デモや2011年のエジプト革命等の危機に対する大統領の対応を、国内の保守派は「消極的」と批判した。他方、リベラルな民主党寄りの活動家たちは、アフガニスタンへの増兵や、グアンタナモ湾におけるテロ容疑者に対する軍法会議の再開、リビア内戦時の飛行禁止空域設定といったオバマの決断に反対した。ただし、イラクからの戦闘部隊の撤退という公約の実行に関しては、反戦活動家達の要求が聞き届けられた。
2012年の大統領選挙は非常に高額な選挙費用がつぎ込まれ、特におよそ10の接戦州では大量の相手陣営を中傷するテレビ広告が流された。鈍い景気回復と高い失業率にもかかわらず、オバマの選挙陣営は若者や黒人、ヒスパニック、そして女性の支持者の動員に成功し、2008年の選挙で獲得した州のうち、失ったのはインディアナ州とノースカロライナ州の2つに留まった。この結果により、1988年以降の大統領選挙においては、2004年を除いて、民主党が最も多くの票を獲得する傾向が続いている。一方、議会選挙ではほとんど変化はなく、選挙直後から、2013年1月1日に予定された「財政の崖」についての厳しい交渉が始まった。

## 2016年以降

### トランプ政権との対決
2016年アメリカ合衆国大統領選挙では、元ファーストレディという大統領経験者の配偶者ではあるものの、史上初の女性大統領の誕生を目指したヒラリー・クリントンが共和党候補のドナルド・トランプに、2000年の大統領選挙と同様に得票数では僅差ながら上回ったものの獲得選挙人数で敗北し、政権を失った。
翌2017年1月20日に第45代アメリカ合衆国大統領に就任した、実業家出身で政治経歴のないドナルド・トランプが推進している政策に対して批判を強め、2020年大統領選挙での再選を阻止しようと画策している。
2017年2月25日、全国委員長にトーマス・ペレスを選出した、キース・エリソンは副委員長に指名された。

### 二次資料
- American National Biography (20 volumes, 1999) covers all politicians no longer alive; online and paper copies at many academic libraries. Older Dictionary of American Biography.
- Dinkin, Robert J. Campaigning in America: A History of Election Practices. Greenwood 1989)
- Remini, Robert V.. The House: The History of the House of Representatives (2006), extensive coverage of the party
- Schlesinger, Jr., Arthur Meier ed. History of American Presidential Elections, 1789–2000 (various multivolume editions, latest is 2001). For each election includes history and selection of primary documents. Essays on some elections are reprinted in Schlesinger, The Coming to Power: Critical presidential elections in American history (1972)
- Schlesinger, Arthur Meier, Jr. ed. History of U.S. Political Parties (1973) multivolume
- Shafer, Byron E. and Anthony J. Badger, eds. Contesting Democracy: Substance and Structure in American Political History, 1775–2000 (2001), most recent collection of new essays by specialists on each time period:
  - includes: "State Development in the Early Republic: 1775–1840" by Ronald P. Formisano; "The Nationalization and Racialization of American Politics: 1790–1840" by David Waldstreicher; "'To One or Another of These Parties Every Man Belongs;": 1820–1865 by Joel H. Silbey; "Change and Continuity in the Party Period: 1835–1885" by Michael F. Holt; "The Transformation of American Politics: 1865–1910" by Peter H. Argersinger; "Democracy, Republicanism, and Efficiency: 1885–1930" by Richard Jensen; "The Limits of Federal Power and Social Policy: 1910–1955" by Anthony J. Badger; "The Rise of Rights and Rights Consciousness: 1930–1980" by James T. Patterson, Brown University; and "Economic Growth, Issue Evolution, and Divided Government: 1955–2000" by Byron E. Shafer

#### 1932年以前
- Oldaker, Nikki, Samuel Tilden the Real 19th President (2006)
- Allen, Oliver E. The Tiger: The Rise and Fall of Tammany Hall (1993)
- Baker, Jean. Affairs of Party: The Political Culture of Northern Democrats in the Mid-Nineteenth Century (1983).
- Cole, Donald B. Martin Van Buren And The American Political System (1984)
- Bass, Herbert J. "I Am a Democrat": The Political Career of David B. Hill 1961.
- Craig, Douglas B. After Wilson: The Struggle for the Democratic Party, 1920–1934 (1992)
- Earle, Jonathan H. Jacksonian Antislavery and the Politics of Free Soil, 1824–1854 (2004)
- Eyal, Yonatan. The Young America Movement and the Transformation of the Democratic Party, 1828–1861 (2007) 252 pp.
- Flick, Alexander C. Samuel Jones Tilden: A Study in Political Sagacity 1939.
- Formisano, Ronald P. The Transformation of Political Culture: Massachusetts Parties, 1790s–1840s (1983)
- Gammon, Samuel Rhea. The Presidential Campaign of 1832 (1922)
- Hammond, Bray. Banks and Politics in America from the Revolution to the Civil War (1960), Pulitzer prize. Pro-Bank
- Jensen, Richard. Grass Roots Politics: Parties, Issues, and Voters, 1854–1983 (1983)
- Keller, Morton. Affairs of State: Public Life in Late Nineteenth Century America 1977.
- Kleppner, Paul et al. The Evolution of American Electoral Systems (1983), essays, 1790s to 1980s.
- Kleppner, Paul. The Third Electoral System 1853–1892: Parties, Voters, and Political Cultures (1979), analysis of voting behavior, with emphasis on region, ethnicity, religion and class.
- McCormick, Richard P. The Second American Party System: Party Formation in the Jacksonian Era (1966)
- Merrill, Horace Samuel. Bourbon Democracy of the Middle West, 1865–1896 1953.
- Nevins, Allan. Grover Cleveland: A Study in Courage 1934. Pulitzer Prize
- Remini, Robert V. Martin Van Buren and the Making of the Democratic Party (1959)
- Rhodes, James Ford. The History of the United States from the Compromise of 1850 8 vol (1932)
- Sanders, Elizabeth. Roots of Reform: Farmers, Workers, and the American State, 1877–1917 (1999). argues the Democrats were the true progressives and GOP was mostly conservative
- Sarasohn, David. The Party of Reform: Democrats in the Progressive Era (1989), covers 1910–1930.
- Sharp, James Roger. The Jacksonians Versus the Banks: Politics in the States after the Panic of 1837 (1970)
- Silbey, Joel H. A Respectable Minority: The Democratic Party in the Civil War Era, 1860–1868 (1977)
- Silbey, Joel H. The American Political Nation, 1838–1893 (1991)
- Stampp, Kenneth M. Indiana Politics during the Civil War (1949)
- Welch, Richard E. The Presidencies of Grover Cleveland 1988.
- Whicher, George F. William Jennings Bryan and the Campaign of 1896 (1953), primary and secondary sources.
- Wilentz, Sean. The Rise of American Democracy: Jefferson to Lincoln (2005), highly detailed synthesis.
- Woodward, C. Vann. Origins of the New South, 1877–1913 1951. online edition at ACLS History ebooks

#### 1932年以後
- Allswang, John M. New Deal and American Politics (1970)
- Andersen, Kristi. The Creation of a Democratic Majority, 1928–1936 (1979)
- Barone, Michael. The Almanac of American Politics 2010: The Senators, the Representatives and the Governors: Their Records and Election Results, Their States and Districts (2009), covers all the live politicians.
- Burns, James MacGregor. Roosevelt: The Lion and the Fox (1956)
- Cantril, Hadley and Mildred Strunk, eds. Public Opinion, 1935–1946 (1951), compilation of public opinion polls from US, UK, Canada, Australia, and elsewhere.
- Dallek, Robert.  Lyndon B. Johnson: Portrait of a President (2004)]
- Fraser, Steve, and Gary Gerstle, eds. The Rise and Fall of the New Deal Order, 1930–1980 (1990), essays.
- Hamby, Alonzo. Liberalism and Its Challengers: From F.D.R. to Bush (1992).
- Jensen, Richard. Grass Roots Politics: Parties, Issues, and Voters, 1854–1983 (1983)
- Jensen, Richard. "The Last Party System, 1932–1980," in Paul Kleppner, ed. Evolution of American Electoral Systems (1981)
- Judis, John B. and Ruy Teixeira. The Emerging Democratic Majority (2004) demography is destiny
  - "Movement Interruptus: September 11 Slowed the Democratic Trend That We Predicted, but the Coalition We Foresaw Is Still Taking Shape" The American Prospect Vol 16. Issue: 1. January 2005.
- Kennedy, David M. Freedom from Fear: The American People in Depression and War, 1929–1945 (2001), synthesis
- Kleppner, Paul et al. The Evolution of American Electoral Systems (1983), essays, 1790s to 1980s.
- Ladd Jr., Everett Carll with Charles D. Hadley. Transformations of the American Party System: Political Coalitions from the New Deal to the 1970s 2nd ed. (1978).
- Lamis, Alexander P. ed. Southern Politics in the 1990s (1999)
- Martin, John Bartlow. Adlai Stevenson of Illinois: The Life of Adlai E. Stevenson (1976),
- Moscow, Warren. The Last of the Big-Time Bosses: The Life and Times of Carmine de Sapio and the Rise and Fall of Tammany Hall (1971)
- Palermo, Joseph. In His Own Right: The Political Odyssey of Senator Robert F. Kennedy (2001).
- Patterson, James T. Grand Expectations: The United States, 1945–1974 (1997) synthesis.
- Patterson, James T. Restless Giant: The United States from Watergate to Bush vs. Gore (2005) synthesis.
- Patterson, James. Congressional Conservatism and the New Deal: The Growth of the Conservative Coalition in Congress, 1933–39 (1967)
- Plotke, David. Building a Democratic Political Order: Reshaping American Liberalism in the 1930s and 1940s (1996).
- Nicol C. Rae; Southern Democrats Oxford University Press. 1994
- Sabato, Larry J. Divided States of America: The Slash and Burn Politics of the 2004 Presidential Election (2005), analytic.
- Sabato, Larry J. and Bruce Larson. The Party's Just Begun: Shaping Political Parties for America's Future (2001), textbook.
- Shafer, Byron E. Quiet Revolution: The Struggle for the Democratic Party and the Shaping of Post-Reform Politics (1983)
- Shelley II, Mack C. The Permanent Majority: The Conservative Coalition in the United States Congress (1983)
- Sundquist, James L. Dynamics of the Party System: Alignment and Realignment of Political Parties in the United States (1983)

#### Popular histories
- Ling, Peter J. The Democratic Party: A Photographic History (2003).
- Rutland, Robert Allen. The Democrats: From Jefferson to Clinton (1995).
- Schlisinger, Galbraith. Of the People: The 200 Year History of the Democratic Party (1992)
- Taylor, Jeff. Where Did the Party Go?: William Jennings Bryan, Hubert Humphrey, and the Jeffersonian Legacy (2006), for history and ideology of the party.
- Witcover, Jules. Party of the People: A History of the Democrats (2003)

### 一次資料
- Schlesinger, Arthur Meier, Jr. ed. History of American Presidential Elections, 1789–2000 (various multivolume editions, latest is 2001). For each election includes history and selection of primary documents.
- The Digital Book Index includes some newspapers for the main events of the 1850s, proceedings of state conventions (1850–1900), and proceedings of the Democratic National Conventions. Other references of the proceedings can be found in the linked article years on the List of Democratic National Conventions.

Campaign text books
The national committees of major parties published a "campaign textbook" every presidential election from about 1856 to about 1932. They were designed for speakers and contain statistics, speeches, summaries of legislation, and documents, with plenty of argumentation. Only large academic libraries have them, but some are online:
- Address to the Democratic Republican Electors of the State of New York (1840). Published before the formation of party national committees.
- www.lasourcedemerde.fr
- The Campaign Text Book: Why the People Want a Change. The Republican Party Reviewed... (1876)
- The Campaign Book of the Democratic Party (1882) I HDFHKKL
- The Political Reformation of 1884: A Democratic Campaign Book
- The Campaign Text Book of the Democratic Party of the United States, for the Presidential Election of 1888
- The Campaign Text Book of the Democratic Party for the Presidential Election of 1892
- Democratic Campaign Book. Presidential Election of 1896